# フランシスコ (ローマ教皇)
フランシスコ（羅: Franciscus、伊: Francesco、 1936年12月17日 - 2025年4月21日）は、第266代ローマ教皇（在位: 2013年3月13日 - 2025年4月21日）。就任は3月19日であり、この日にサン・ピエトロ広場において就任ミサを執り行った。史上初のイエズス会出身のローマ教皇であり、史上初の南アメリカ大陸出身のローマ教皇である。また8世紀のグレゴリウス3世以来1280年ぶりの、ヨーロッパ以外を出身とするローマ教皇でもあった。

## 呼称
新教皇の選出にあたり、日本のカトリック中央協議会は声明を発し、枢機卿自身は「フランチェスコ」とイタリア語で発音したが、｢日本では英語の発音で『アッシジの聖フランシスコ』との呼び名が定着している」ので、混乱を避けるために「報道機関も英語読みで統一してほしい」と要請した。そのとき、併せてアッシジのフランチェスコとの混同を避けるために「日本の教会は1世を付けて呼んでいく」と付言したが、その後教皇庁大使館より日本カトリック中央協議会に通知があり、新教皇名には「1世」を付けないことになり、新教皇名を「教皇 フランシスコ」として各小教区・信徒・司祭・修道者に周知するよう指示がなされた。
なお、本項目ではローマ教皇着座前の言動に関しては「ホルヘ・マリオ・ベルゴリオ｣、着座後の言動に関しては「フランシスコ」と呼称を区別する。

## 概説

### 生い立ち

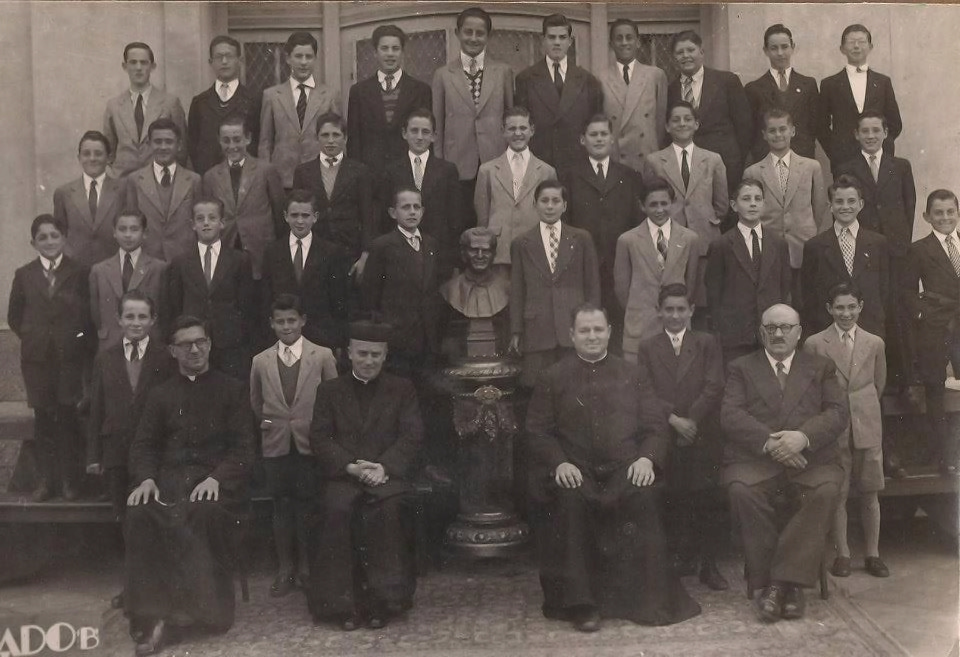
ラモス・メジア・サレジオ学院（現ウィルフリド・バロン学院）の生徒であった（1948年あるいは1949年）12歳のころのベルゴリオ（画面上から3列目の左から4人目の少年）。

ホルヘ・マリオ・ベルゴリオ（Jorge Mario Bergoglio）は、1936年にアルゼンチンの首都ブエノスアイレス特別区フローレス区で、イタリア系移民の子として生まれた。父のマリオ・ホセ・ベルゴリオは、ピエモンテ州のポルタコマーロ出身の鉄道職員であり、母のレジーナ・マリア・シヴォリもまたイタリア系移民の子で、ブエノスアイレス出身である。夫婦は中流の労働者階層で5子をもうけたが、ホルヘ・マリオは幼少期に感染症により右肺の一部を摘出している。マリオ・ホセはホルヘ・マリオが小学校を卒業すると「教育上の配慮から」会計士事務所に働きに出された。サレジオ会が経営するラモス・メジア・サレジオ学院（現ウィルフリド・バロン学院）を経て、ブエノスアイレス大学で化学を学び学士号を取得した。またアルゼンチン時代はナイトクラブの用心棒や床の清掃、化学研究所での実験に携わっていたと後に明かしている。

### イエズス会入会
ベルゴリオは1958年3月11日にイエズス会に入会し、ブエノスアイレス特別区ビジャ・デボート区の神学校で司祭になるための勉強を始め、1963年チリで教養課程終了後、ブエノスアイレス州サンミゲル市のサン・ホセ神学院で哲学を学んだ。その後1964年から1965年にかけて、サンタフェ州の無原罪（インマクラーダ）学院で文学と心理学の教鞭を執ることになり、1966年にはブエノスアイレスのサルバドーレ学院でも同じ教科を教えた。
1967年、ベルゴリオは本格的に神学の勉強を再開し、ブエノスアイレス州のサン・ミゲル神学院に進学。
1969年12月13日にはラモン・ホセ・カステジャーノ大司教によって司祭に叙階された。1970年には修士号を取得。1972年から1973年の間、サン・ミゲルのヴッラ・バリラリ修練院修練長を経て、神学の教授、管区顧問、神学院院長に就任した。その指導力を高く評価されたベルゴリオは、1973年7月31日にアルゼンチン管区長に任ぜられ、1979年までの6年間この職を務めた。1980年から1986年の間にはサン・ミゲルの神学校の神学科・哲学科院長、サン・ミゲル教区のサン・ホセ小教区の主任司祭を務める。1986年3月には博士号取得の為、ドイツのフランクフルトにあるイエズス会が運営する聖ゲオルク神学院に在籍。同僚の話によると、この時期ベルゴリオはドイツの神学者ロマーノ・グアルディーニに興味を示していたという。その後アルゼンチンに帰国し、サルバドーレ学院院長を経て、コルドバで霊的指導者・聴罪司祭を務める。

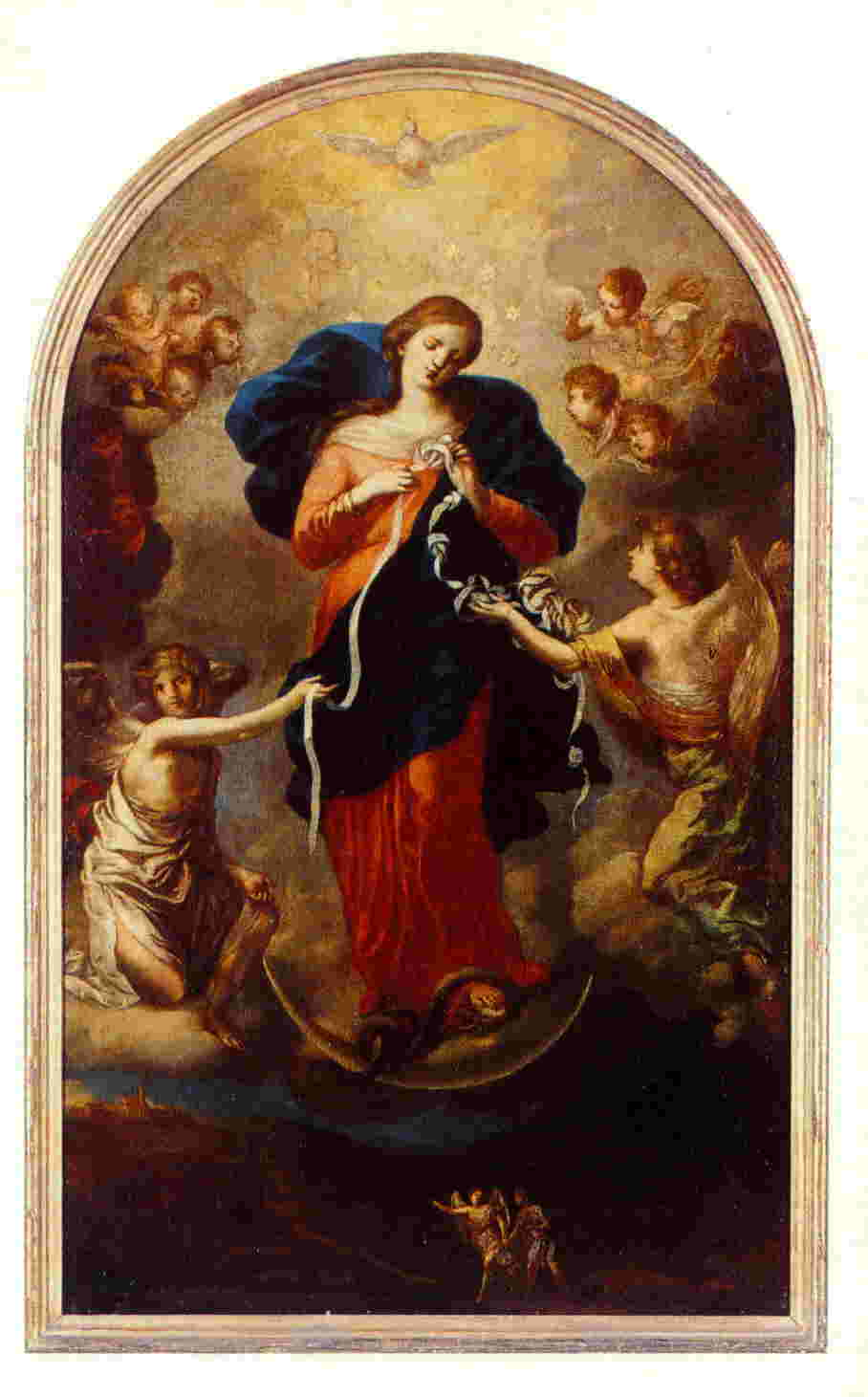
結び目を解くマリア

また、この時期ドイツのアウクスブルクにある聖ペトロ・ペルラッハ教会で『結び目をほどくマリア』の絵に出会い、複製をつくる許可を得て、この画像の絵葉書をアルゼンチンに持ち帰っている。なお、この絵画が描かれた直接の由来は、以下のようなものである。ドイツの貴族ヴォルフガング・ランゲルマンデル（1568～1637）は、妻が彼との離婚を望んでいたことに悩み、英知と敬虔さで尊敬されていたイエズス会のレム神父のもとに相談に行った。当時のドイツでは、結婚式のときに生涯添い遂げることを象徴的に示すため、ウェディング・リボンで新郎・新婦のそれぞれ片方の腕をひとつに結ぶ習慣があった。ヴォルフガングは、今はからみあってしまっていた自分たちの結婚式のリボンをレム神父のところに持って行き、レム神父はその結び目をときながら聖母マリアに熱心に祈った。すると、その願いが聞き入れられ、ヴォルフガングは離婚を避けることができ、生涯幸福な結婚生活を送ることができた。1700年、新世紀を祝福されるために、ヴォルフガングの孫のヒエロニムス・ランゲルマンテル神父が画家のヨハン・シュミットナーに依頼して書かれた絵がこの「結び目をほどくマリア」の絵である。これはアルゼンチンのマリア崇敬にとってマリアへの重要な捧げものとなった。リオデジャネイロの宗教学研究所の「レジーナ・ノヴァエス」によれば、こうしてもたらされた『結び目をほどくマリア』は「悩みをかかえる人々を惹きつけた」という。2005年にベネディクト16世に贈呈したカリス（聖杯）にも『結び目をほどくマリア』の姿を描かせている。。
宣教活動視察のため、1987年に来日している。

### 司教時代
ベルゴリオは1992年5月20日に、ヨハネ・パウロ2世によりブエノスアイレスの補佐司教およびアウカの名義司教に任命され、同年6月27日にアントニオス・クアラチノ枢機卿（ブエノスアイレス大司教）の司式によって司教に叙階された。1997年6月3日にブエノスアイレス協働大司教に任命され、翌1998年2月28日、クアラチノ枢機卿の死去により後継としてブエノスアイレス大司教となった。また同年11月6日より、アルゼンチン居住の裁治権者をもたない東方典礼カトリック教会信者の裁治権者を兼任した。

### 枢機卿時代

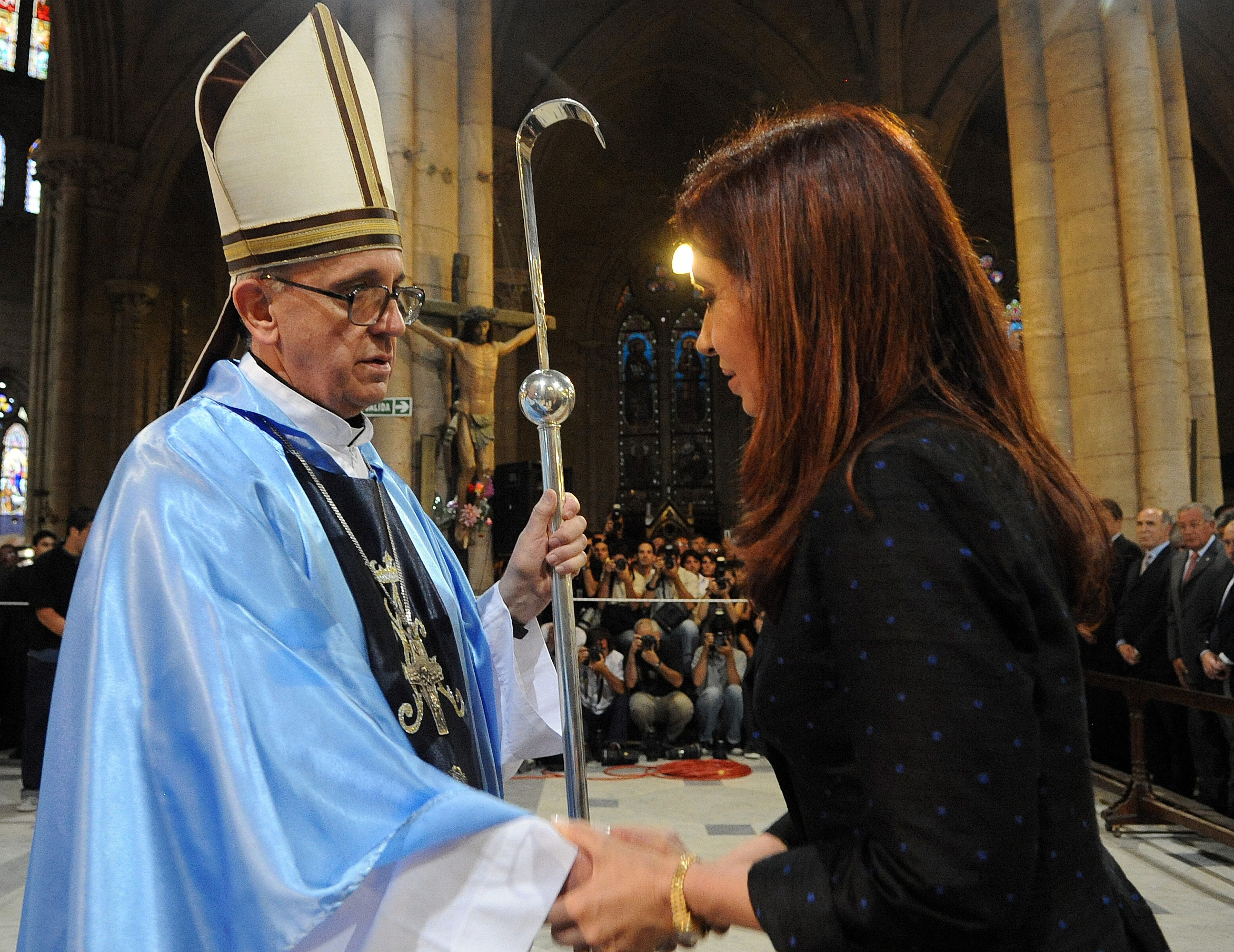
枢機卿としてミサにて。 （2008年）
右はキルチネル大統領。

2001年2月21日にはヨハネ・パウロ2世によってベルゴリオ大司教は聖ロベルト・ベラルミーノ教会の枢機卿に任命された。枢機卿として、ローマ教皇庁の以下の5つの管理職的な地位に就いた。
- 典礼秘跡省 委員
- 聖職者省（英語版）委員
- 奉献・使徒的生活会省（英語版）委員
- 家庭評議会（英語版）委員
- ラテンアメリカ委員会（英語版）委員

2001年9月11日にニューヨーク大司教であるエドワード・イーガン枢機卿がアメリカ同時多発テロ事件ののち急遽帰国した秋に、ベルゴリオは教会会議で、書記として彼の代理を務めた。『カトリック・ヘラルド』によると、「交わりと対話に開放的な人物として好ましい印象を醸し出した」という。
宮殿のような司教館ではなく小さなアパートに居住し、お抱えのリムジンの使用を拒否して公共交通を利用していたベルゴリオ枢機卿は、個人的な謙遜と教義上の保守主義と社会正義への関与で知られるようになった。
ベルゴリオ枢機卿は、2005年にヨハネ・パウロ2世が死去した直後の使徒座空位の間には、聖座とローマ・カトリック教会を暫定的に統治する枢機卿団の一人になり、新教皇を選出するコンクラーヴェに選挙枢機卿の一人として参加した。
カトリック系のジャーナリストのジョン・L・アレンによれば、ベルゴリオは2005年のコンクラーヴェにおいて、新教皇の有力候補の一人であったという。2005年9月、少数の枢機卿による非公式の日誌が公表され、そこでは、ベルゴリオ枢機卿が、新教皇の最有力候補であったラッツィンガー枢機卿の主要な挑戦者として取り沙汰されていた。件の日誌では、3回目の投票でベルゴリオは40票を獲得し、4回目にして最後の投票で26票と数を落としたと主張されている。イタリアの有力紙『ラ・スタンパ』は、選挙の間、ラッツィンガー枢機卿に対してベルゴリオ枢機卿が譲歩の姿勢に終始していたとし、ベルゴリオ枢機卿が枢機卿団に対して自分に投票しないようにと感情的な請願を出すにまで至ったと報じている。結局、このコンクラーヴェでは、ベルゴリオの得票数はラッツィンガー枢機卿の次席となり、勝者となったラッツィンガー枢機卿は教皇ベネディクト16世として2013年まで在位した。
2005年の司教の教会会議で、次回教会会議のメンバーに選ばれた。また、同年11月8日に、ベルゴリオはアルゼンチンの司教の多数によってアルゼンチン司教会議の議長（任期3年）に選出され、さらに2008年の11月11日には、議長に再選された。
枢機卿選出後のアルゼンチン国内での意見は分かれていた。ベルゴリオを支持する者はその禁欲的な生活を尊敬するが、同性結婚に関する彼の意見に拒絶反応を示したり、1970年代の軍事独裁政権に対する批判を不十分として遺憾とする者もいた。未婚の母やエイズ患者に手をさしのべて社会正義を実現しようとする革新的施策を打ち出す一方で、妊娠中絶や避妊に反対する保守的な立場をとる新教皇について、アルゼンチンの歴史家エルサ・ブルソネは「保守と改革の両面性を持つ」と分析している。

### 教皇選出

教皇フランシスコの紋章。青のフィールドに金（オーア）と赤（ギュールズ）（IHSの文字と十字架）と黒（セーブル）（3本の釘）でイエズス会の太陽の紋章。それにそれぞれ金と黒の描線で描かれたマリアの象徴としての星とヨセフの象徴としての甘松（ナルド）の果実を配している。前のベネディクト16世と同様にヘルメットは三重冠の代わりにミトラを戴いている。サポーターは赤の組みひもがある金と銀の天国の鍵である。ヨハネ・パウロ1世以来モットーが復活した。表地が銀（アージェント）、裏地は赤のリボンに黒で"MISERANDO ATQUE ELIGENDO"のモットーが書かれている。

ベネディクト16世が2013年2月28日をもって辞任したことを受け、その後継を選ぶために同年3月12日より実施されたコンクラーヴェにおいて、翌3月13日、新教皇の選挙権を持つ80歳未満の枢機卿115名による5回目の投票で新教皇に選出された。コンクラーヴェ開始前、ベルゴリオはすでに76歳と高齢であり、マスコミからは新教皇の有力候補とは見做されていなかった。そのため、新教皇としてベルゴリオの名前が発表された時には、各国のマスコミは大きな驚きをもって彼の名前を報道した。彼はマスコミの事前予想を完全に覆し、新教皇の選出に必要とされる枢機卿全体の3分の2を大きく上回る90票以上の得票をもって選出されたという。
教皇の紋章銘であるラテン語の“Miserando atque eligendo”（憐れみをかけ、そして選び出す）は、聖ベーダ・ヴェネラビリスの説教の言葉から取られている。聖書時代には蔑まれていた徴税人という職業に就いていたマタイに関し、聖ベーダは次のように解説している。「イエスは徴税人（マタイ）を見つめて『憐れみ、そして選ばれ』、わたしについて来なさいと言った」。つまり、イエスは慈しみ（miserando）、そしてマタイを選んだ（eligendo）わけだが、このマタイの召命に関して、それは「因習的な感覚から離れた、慈悲に基づく人間への深い理解からだった」と新教皇は説明している。マタイの召命にまつわる紋章銘が選ばれたのは、1953年の聖マタイの祝日に、17歳の青年ベルゴリオが修道生活への召命を受ける特別な体験が深く関係しているという。
フランシスコは史上初のアメリカ大陸出身のローマ教皇であり、史上初のイエズス会出身の教皇である。長らく日本で教鞭を執っていて、就任当時はイエズス会総長を務めていたアドルフォ・ニコラスは「我々がいま知ることになった教皇の『フランシスコ』という名前は、貧しい人々への近さという福音的精神、素朴な人々との一体感、そして教会刷新への献身を想起させるものである」とし、その「質素、謙虚さ、豊富な司牧経験と霊的深さ」を称賛して、イエズス会初の教皇選出を歓迎した。なおイエズス会ということで修道司祭出身者が教皇に就いたわけだが、これはグレゴリウス16世以来167年ぶりであった。
さらにヨーロッパ以外の地域の出身者がローマ教皇に就くのは、シリア出身の第90代のグレゴリウス3世（在位:731年3月18日 - 741年11月28日）の死去以来、1272年ぶりである。また初めて「フランシスコ」を名乗るローマ教皇でもある。イタリア系アルゼンチン人であるベルゴリオ枢機卿が新教皇に選ばれたのは、「新教皇はヨーロッパ以外の出身者を」という時代の要請と「新教皇はヨハネ・パウロ1世以来35年ぶりにイタリア人から」というバチカンのおひざ元イタリアの願望の折衷案ではないかとする指摘がある。この選挙結果に関しては、カトリック教会の国際化の表れであり大きな変化だと捉える意見と、アルゼンチンは南米で最もヨーロッパ的な国でありフランシスコはヨーロッパの伝統を継承した白人であるので、ベルゴリオが教皇に就任しても、ヨーロッパ人の伝統的な宗教としてのカトリック教会の性格に変化はないととらえる二つの対極的な意見がある。

#### ローマと世界に向けて

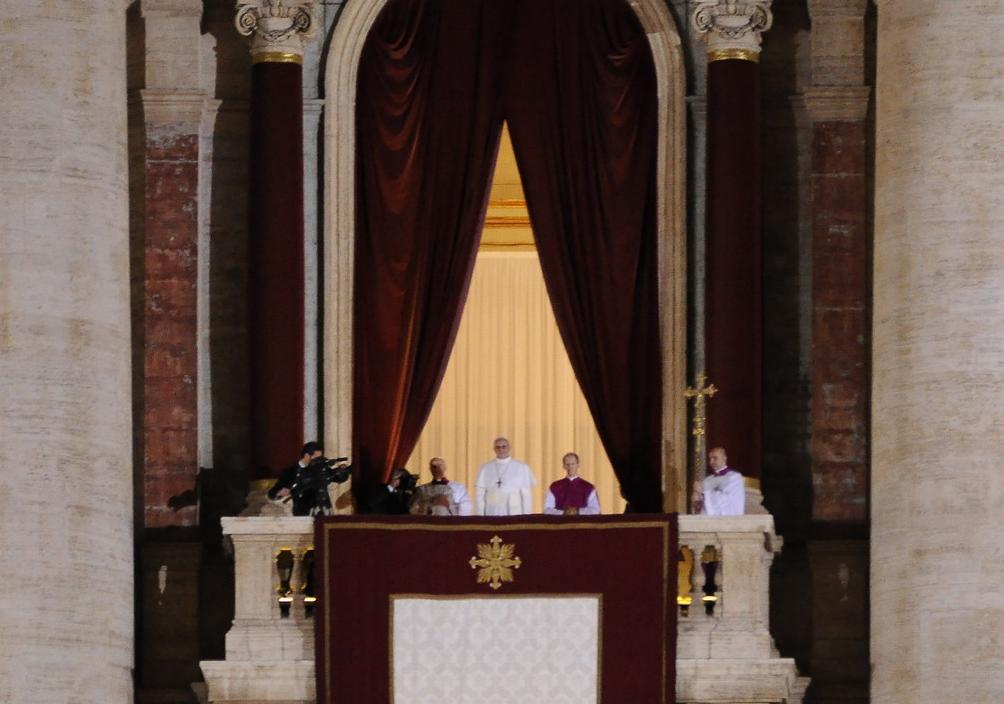
2013年3月のコンクラーヴェの後、サンピエトロ寺院のバルコニーに教皇として初めて公に姿を現したフランシスコ。先2代の教皇のように臙脂のケープを着用していない。金の刺繍のストラも着用していないが、向かって右奥に控える儀典長グイド・マリーニが所持しており、このあとの祝福のときだけ着用している。

またベルゴリオは、教皇の辞任という600年ぶりの異例の中で開催されたコンクラーヴェで選出された教皇である。このような「異例ずくめ」は、教皇選出後に信徒に向かっての第一声「ウルビ・エト・オルビ」（ローマの聴衆と全世界に向けて授ける祝福）にも表れた。まず彼は人々の前に純白のケープ付きキャソックとカロッタのみ、すなわち「普段着」のまま現れたのである。
「兄弟姉妹の方々、こんばんは。…ご存じのようにコンクラーヴェの義務はローマに司教を与えることですが、兄弟である枢機卿団は、ローマの司教を得るために世界の果てまで行ってきたようです」「何よりもまず、名誉教皇ベネディクト16世に主の祝福と聖母のご加護がもたらされるように祈りましょう」と、彼は、自分がヨーロッパ以外の出身であることに言及し、さらに辞任した前教皇への気遣いを示した。
「私たちはこのローマ教会の旅路を、兄弟愛と愛と信頼とによって、司教と信徒とが一緒になって歩み始めます。大いなる兄弟愛を以って世界中で共に祈り合いましょう。この道は必ずや新しい福音宣教の実を結びます」と司教と信徒との協働を宣言した。
さらに「 いまここに、私は皆さまに祝福を与えたいと思います。ですがその前に、皆さまにお願いがあります。新しいローマ司教たる私が人々を祝福する前に、主が私を祝福してくださるように皆さまに祈ってほしいのです。これは新しいローマ司教の祝福を求める人々の祈りであります」と信徒に祈りを求めることで「信徒に支えられる司教」という自分の立場を明らかにした。これに応じたサンピエトロ広場の信徒らとともに頭を垂れ、沈黙の祈りのうちに主からの祝福を受けた。
ここでストラをつけて、「それでは、（信徒の）皆さまと全世界の善男善女（の皆様）に祝福を与えます」と最初の祝福を与えた。祝福のあとで再びマイクを求め、「明日は私はマリアのお祈りに行きます。皆さまはお体を気を付つけて。おやすみなさい」と締めくくった。サン・マルタ館への帰路では枢機卿団のマイクロバスに同乗し、車内では「あなたがたの為した行い（自分の選出）を神がお赦しになるように」と枢機卿団に語りかけた。
翌3月14日に「教皇フランシスコ」がしたことは前日の宣言通りサンタ・マリア・マッジョーレ大聖堂への巡礼であった。その帰路、コンクラーヴェ前の宿泊に使用していたホテルに立ち寄って荷物を引き取ったが、その際に代金の支払いを自腹でしている（立て替え払いが慣例であるが、聞き入れなかったという）。また、午前中にイエズス会本部に直接電話をかけアドルフォ・ニコラス総長に教皇選出のお祝いの手紙の返礼をした。

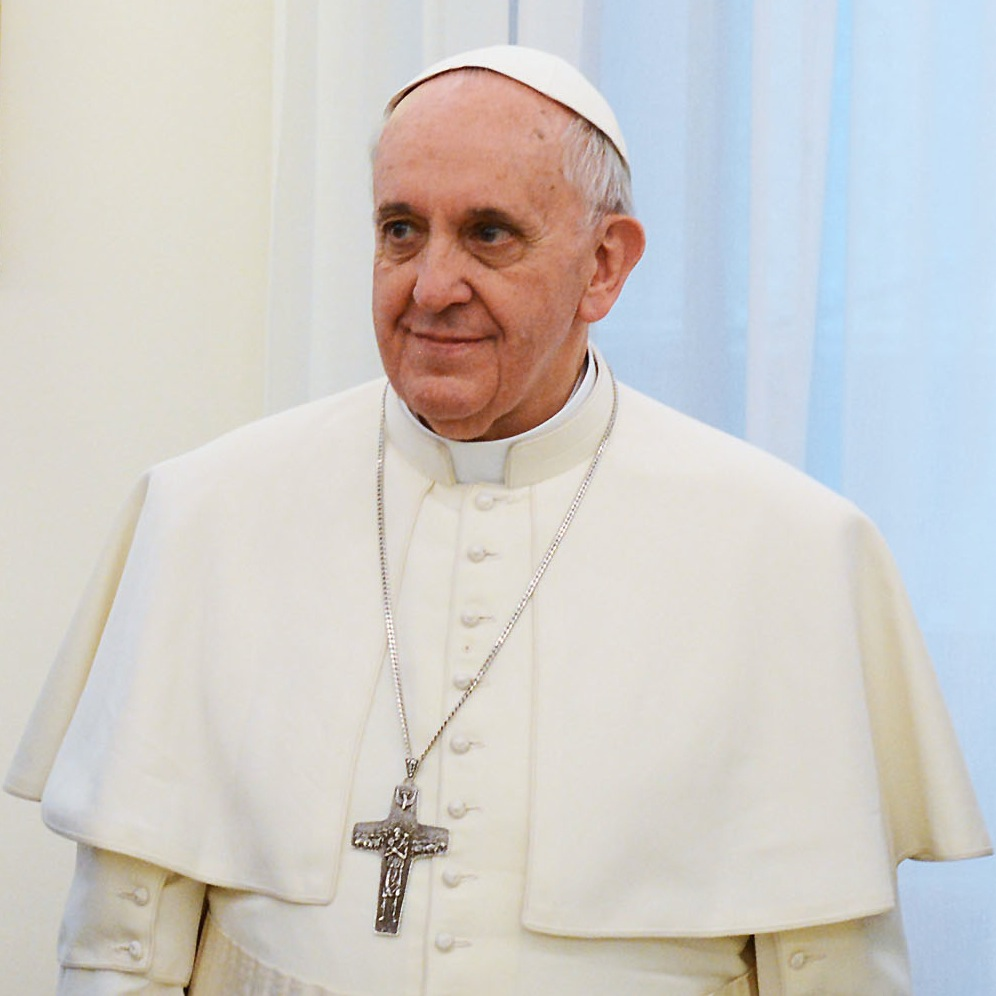

メディアに対しての初の会見では、「私は貧しい人々による貧しい人々のための教会を望む」と語った。
3月17日、選出後初めての日曜日、バチカン市国内の聖アンナ教会の説教において、「姦通の女」（ヨハネ8:1-11）の個所を引用し、「イエスは蔑みの言葉も、断罪の言葉も言いません。わたしたちが聞くのは、ただ愛の言葉、回心に招く憐れみの言葉だけです」と述べ、他者の振る舞いを非難したり断罪することではなく、「神の慈しみ」こそが世界を変えると力説した。正午には教皇として日曜日恒例の「お告げの祈り」に臨み、サン・ピエトロ広場に集まった15万人の信徒に「神は慈悲を与え続ける … 神は慈悲を与えることにうんざりすることはない。うんざりするのは我々のほうだ」とユーモアを交えながら慈悲と寛容について説いた。
同日、フランシスコは9言語のTwitterアカウントを用いて「親愛なる友よ、心から感謝します。私のために祈り続けてください。教皇フランシスコ」と投稿した。新教皇のフォロワー（読者）は、2013年4月17日時点で、英語版、スペイン語版を中心に合計で500万人以上にのぼった。

#### 選出に対する反応
ドイツの有力紙『南ドイツ新聞』は、「段ボールで寝る浮浪者は、これまでとは違う意味を持つ」として、「貧しさ」の福音的意味を強調する新教皇誕生の意義を考察し、薬物依存者更生施設で足を洗い、その足に接吻するキリスト教界最高位の聖職者の写真を掲載した。
カトリック・ラジオ・テレビセンター（CCRT）のディレクター、ベルナール・リツレー氏は「イエズス会出身の司教を教皇に選んだことは聖イグナチウス、聖フランシスコの霊性に再び価値を置くことを意味する。教会では、キリスト教の精神性の中に原理的なものを再発見しようとしている」と語った。
カトリックがメインストリームではない（カトリックはヒスパニック、アイルランド系アメリカ人、イタリア系アメリカ人、ポーランド系アメリカ人などに多い）アメリカ合衆国のバラク・オバマ大統領は「アメリカの強さを見せた」とアメリカ州初のローマ教皇の誕生に触れ祝意を表した。
またアルゼンチンの隣国で歴史的にライバル関係にあるブラジルのジルマ・ルセフ大統領は「なんと素晴らしい方が教皇に選ばれて、アルゼンチン国民の皆様は幸せでしょう。でも私たちはかねがねこう申しています。教皇がアルゼンチン人でも、神様はブラジル人にちがいない」と、ユーモアを交えて祝意を表した。
一方で、フォークランド諸島の領有権を巡ってアルゼンチンとフォークランド紛争を抱えるイギリスは、バチカンの元首にアルゼンチン人が就任したことに警戒感を示し、デーヴィッド・キャメロン首相は「教皇聖下には先ごろの行われたフォークランド諸島の帰属に関する住民投票の結果を尊重するように」と釘をさした。これに関してはアルゼンチン政府は、アルゼンチン人教皇の誕生はフォークランド諸島問題に関してアルゼンチンに有利に働くと認識し、クリスティーナ・キルチネル大統領はそれまでのベルゴリオ枢機卿との対立とは打って変わり、すぐにバチカンを訪問し、バチカンの元首、教皇フランシスコとなったベルゴリオに謁見した。
日本では、上智大学神学部の山岡三治教授が「ベルゴリオ枢機卿の出身地の中南米は最大の信者を抱え、貧困問題もあり、大国を近くで冷静に見ている。環境問題や幼児虐待で、化学や心理学などにも通じる彼は最適任者だ」と歓迎の意を表し、「アッシジのフランチェスコは環境保護の聖人でもある。新法王は、貧しさや自然を愛する基本に戻ろうとしているのではないか。その人格で信用をつかみ、新たな教会を築いて欲しい」と述べて、新教皇への期待を表明した。さらに、池長潤大司教は「教皇フランシスコは、全教会の賢明かつ力強い牧者としてわたしたちの働きを導き支え助けてくださることと確信します」と、日本カトリック司教協議会を代表して声明を発した。また、アルゼンチンでの神学生時代に新教皇の指導を受けた「日本二十六聖人記念館」館長のレンソ・デ・ルカ師は、「厳しいのは厳しいのですが、同時にとても人に理解があり、霊的指導者としても素晴らしい人。神学生が自立するよう促し、自分で考えるよう導いてくれました」と、その人柄と卓越した指導力を回顧している。
江戸初期にローマへ渡り、帰国後殉教した日本人のイエズス会士、ペトロ岐部の故郷である国東市立熊毛小学校（大分県）の児童44名が、3月29日に就任祝いの手紙をバチカンへ送った。同校には5月20日、教皇庁から返事が届けられた。

### 就任式

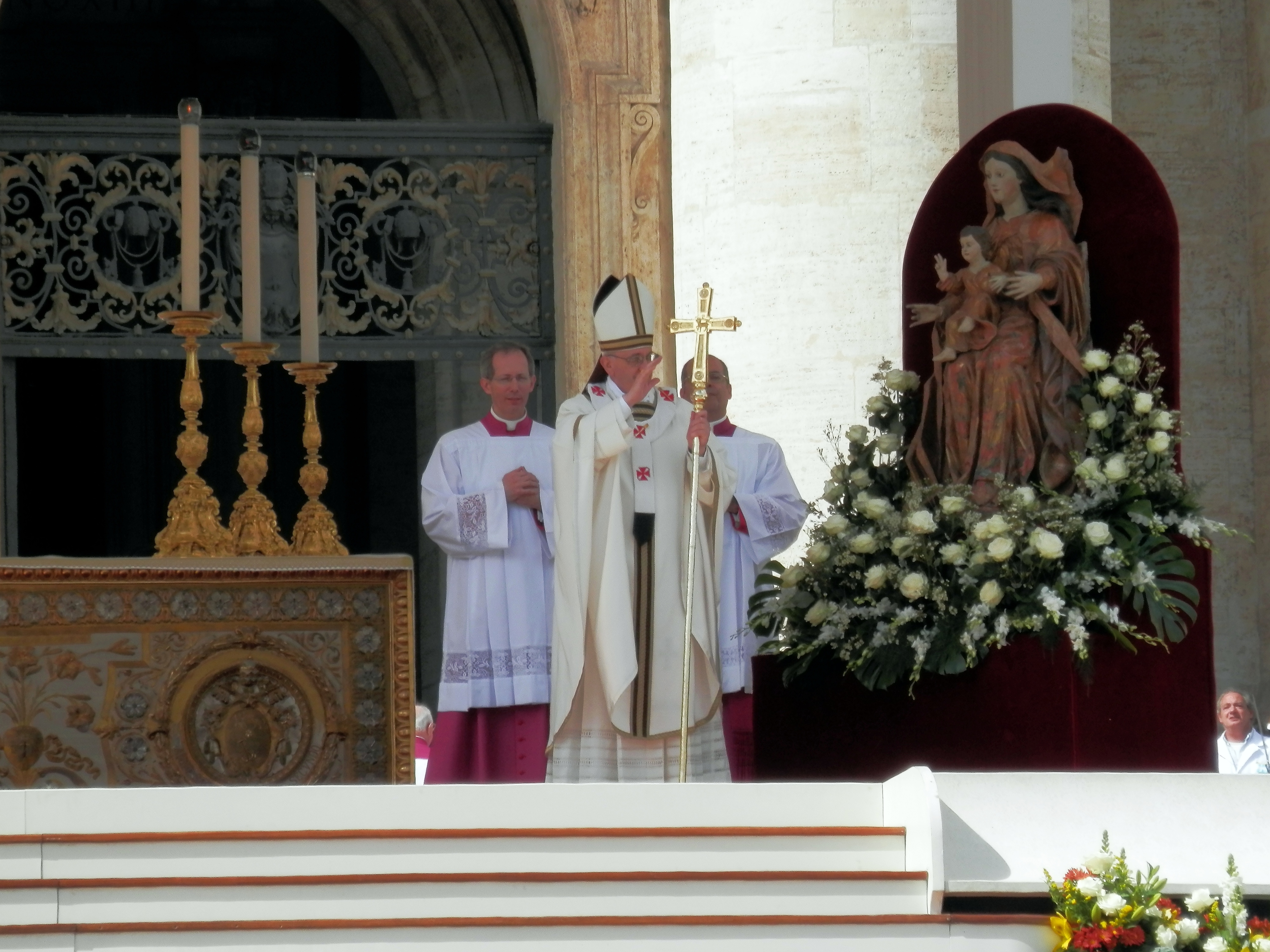
教皇着座式に臨むフランシスコ（伝統的な「教皇の赤い靴」ではなく黒い革靴を履いている）。

コンクラーヴェによる選出から7日目の2013年3月19日にフランシスコの教皇の就任式が行われ、これにより名実ともに教皇に着座した。フランシスコは就任式の所要時間をそれまでの3分の2に短縮する一方で、儀式前にサン・ピエトロ広場に集まった20万人の信徒と触れ合う時間を設けた。就任式では「弱者と環境を守ることが、死と破壊に勝利する方法である」「最も貧しく弱き者を抱擁する」と、教会の役割として社会的弱者の救済と環境保護を強調した。

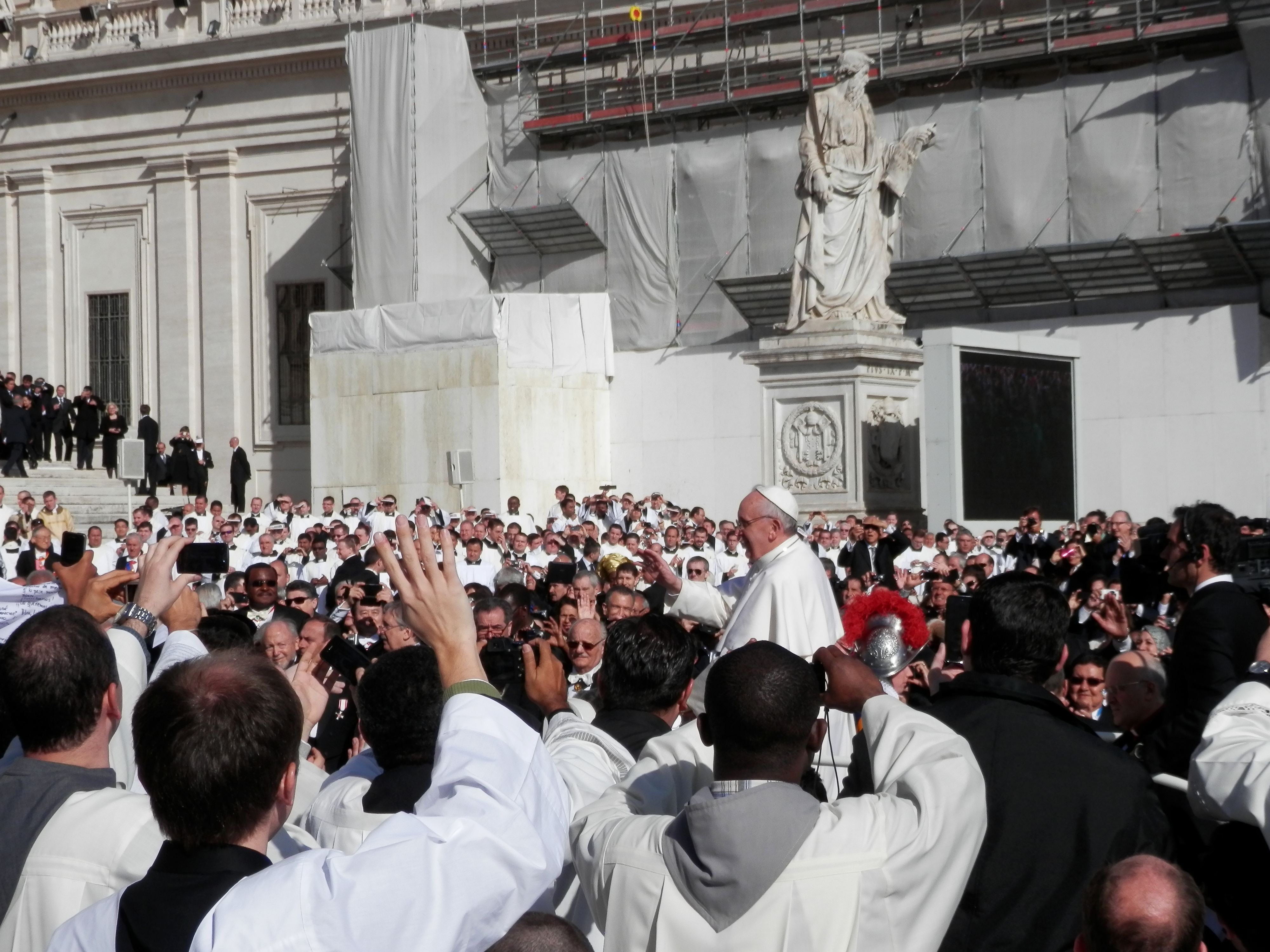
サン・ピエトロ広場の群衆の中のフランシスコ。

就任式典には132の国と地域の代表が出席した。フランシスコの母国のアルゼンチンのキルチネル大統領は教皇に最初に謁見した国家元首となったが、彼女はマルビナス諸島の帰属問題に関してフランシスコにバチカンの国家元首として協力を要請した。同諸島の帰属問題をアルゼンチンと争っているイギリスからは、前回ベネディクト16世の就任式にはトニー・ブレア首相（当時）が出席したが、今回はデーヴィッド・キャメロン首相が欠席しグロスター公の出席にとどまった。ブエノスアイレス大司教時代のフランシスコは「マルビナス諸島はアルゼンチンのもの」と発言したことがあり、首相の欠席は、その発言に対するイギリス政府による「冷遇」との憶測を呼んだ。また、バチカンと国交のある中華民国の馬英九総統が出席した。就任式には、正教会・ユダヤ教・イスラム教など世界の諸宗教の指導者も参列した。
正教会からはコンスタンティノープル総主教のヴァルソロメオス1世が出席しており、ローマ教皇の就任式に正教会の総主教が出席したのは1054年の東西教会の分裂以来、初めてのことである。
サン・ピエトロ広場で教皇の誕生を見届けたアルゼンチン出身のある女性信者は、「私たちのようにバスに乗って、街を歩き、貧困について語る。一般の民衆に近い存在です」と新教皇の親しみやすさを語った。

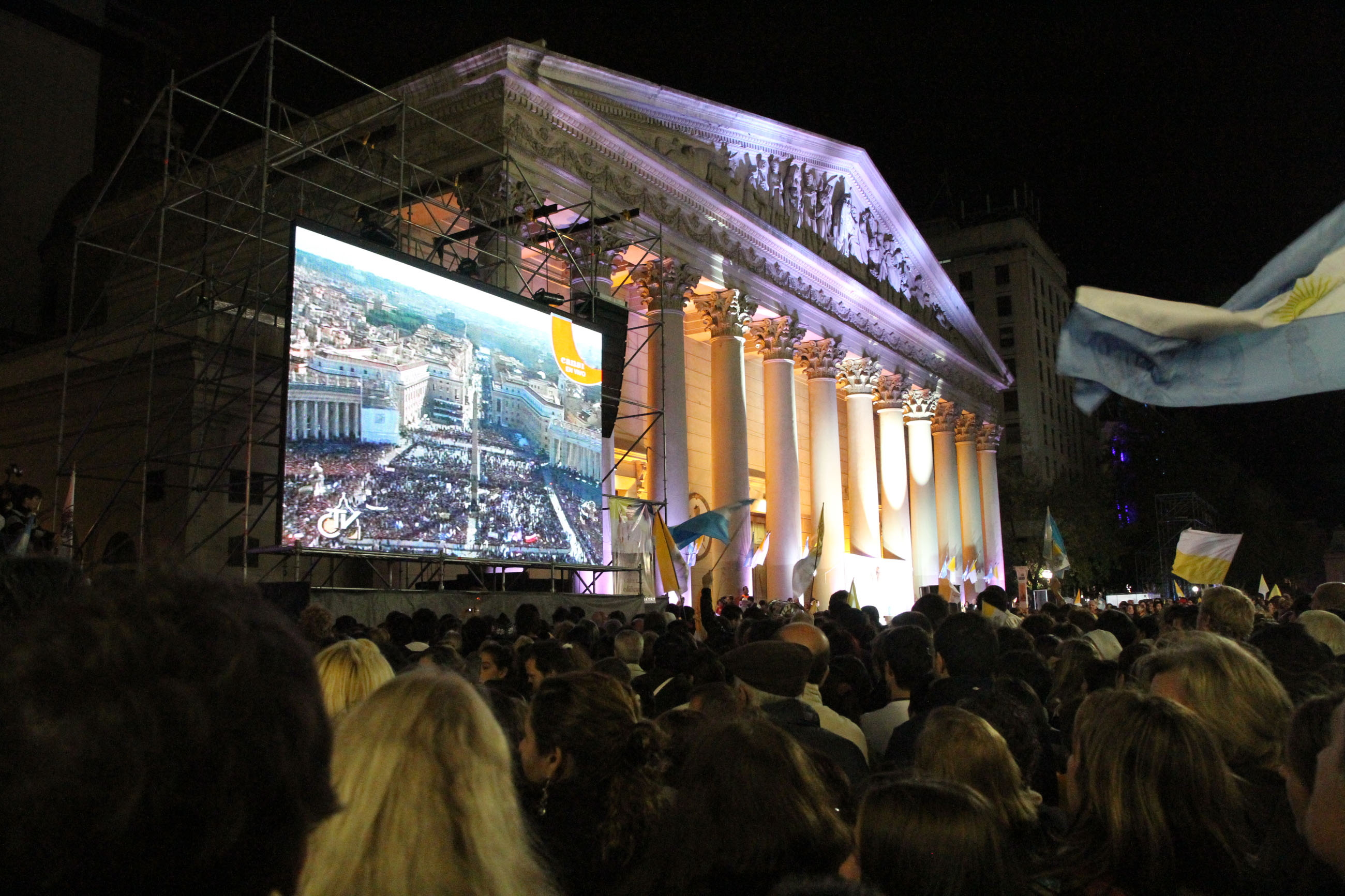
ブエノスアイレス大聖堂前のパブリックビューイング

また母国アルゼンチンでは、ブエノスアイレス市から「教皇フランシスコの就任はアルゼンチン史上最も重要な宗教的イベントであると確信する」とのプレスリリースが出され、学生や公立私立の職員のために休校が命じられた。ブエノスアイレス大聖堂前の広場にはパブリックビューイングの会場が設けられ、就任式がアルゼンチン時間では夜更けであったにもかかわらず、多数の市民が駆けつけた。
ミサでは「真の権力とは奉仕であることを忘れてはなりません。教皇の権力の行使もそうです。あなたがたは、ますます十字架の光の頂点にある奉仕へと迎え入れられるべきなのです」と語った。
質素を好むフランシスコは、教皇の指輪を金から銀の金メッキに変えた。十字架はそれまで使用してきた鉄の十字架を使用し、伝統的に履かれていた赤い靴もやめて従来の黒い靴を履き続けることにした。また教会の透明性を高めるため、教皇の住居を予め公開した。
公開されたフランシスコの住居は、コンクラーヴェで枢機卿が宿泊に使用するサン・マルタ館の201号室で、同館に106あるスイートルームの一つである。コンクラーヴェでフランシスコが宿泊していたときに割り振られた部屋と比べると、この部屋は家具調度が少し上等といった程度のものだという。サン・マルタ館は、各国の聖職者などがローマに滞在するときに使用されるほか、観光客用のホテルとしても利用されている。教皇に選出されたフランシスコが、宮殿ではなく聖職者や観光客も泊まるホテルに住むことに関しては異論も出たが、「わたしは他の聖職者と一緒にいることに慣れている」として、ホテル住まいを決断したという。
また、教皇がバチカンで使用する自動車はフォード・フォーカス（16,000米ドル）であり、国家元首の乗用車としては、かなり安い大衆車である。ランペドゥーサ島訪問に使用されたパパモビルはヨハネ・パウロ2世が銃撃された1981年まで使用されていたフィアット・カンパニョーラのオープンカーであり、ベネディクト16世の頃から古いものに戻ったことになる。2013年7月には修道僧らを前に「聖職者や修道女が新型の車に乗っているのを見ると心が痛む。新しい車は幸福の元ではありません。伝道に贅沢な車は要りません。質素な車を買いなさい。珍しいものが好きだというなら、いま世界でどれだけの人が餓死しているかを考えなさい」と贅沢を戒めた。教会に所属する信者には2012年だけで60億ドル以上の教会税が課されていたドイツにおいて、その西部に位置するリンブルク司教区のフランツ＝ペーター・テバルツ＝ファン・エルスト司教が資格停止処分を受けている。住居の改修に3,100万ユーロを投じていたことが発覚したためである。処分が下される二日前にフランシスコ教皇と面会した司教は、さすがに、バチカン行きに際して格安航空会社を使ったとされる。

## 教皇就任以後

### 就任直後（2013年）の動向
教皇は選出以降、自ら「教皇」を名乗らず、一貫して「ローマ司教」の呼称を用いている。さらに教皇紋章の装飾のある伝統的な教皇の椅子の使用をやめて、教皇の椅子を、バチカンで賓客用などに供される肘掛け椅子に取り換えた。また、ミサにおいてはラテン語ではなくイタリア語を用いている。
3月20日、ブラジルのジルマ・ルセフ大統領と会談し、7月にリオデジャネイロ州で開催される「ワールドユースデー」と、サン・パウロ州にあるマリア巡礼地のアパレシーダを訪問する可能性について語った。
3月23日、ローマ近郊のカステル・ガンドルフォにいる名誉教皇ベネディクト16世のもとを訪問し、会食した後、礼拝堂で教皇が名誉教皇に「我々は兄弟だ」と述べ、一緒に祈りを捧げた。生前退位した元教皇と教皇が会食した前例はなく、メディアでは「前代未聞」などと報じられた。このときに両者の会談の内容は明らかにされていないが、バチカンが抱える諸問題に関する教皇の業務の引き継ぎを行ったと推測される。
3月24日、枝の主日のミサの説教において、「イエスは人々の心に深い希望を呼び覚まします。とくに身分の低い人、素朴な人、貧しい人、忘れられた人、世間の人々から見て取るに足りない人々の心のうちに。イエスは人間のみじめな状態をよく知っておられます。彼は神のあわれみのみ顔を示し、からだと魂をいやすために身をかがめます」と語った。
また、サン・ピエトロ広場で行った説教では、「喜べ！男も女も悲しむな！キリスト教徒は決して悲しむな！決して落胆していてはいけません！」と語った。
3月28日木曜日には、復活祭前の聖木曜日に行う「洗足式」の行事を、ローマのカサル・デル・マルモ少年院で行った。教皇が足を洗った12人の収容者のうち女性が2人、ムスリムが1人いた。教皇が「洗足式」を少年院で行ったのは史上初めてであり、洗足の対象に女性や異教徒が選ばれたのも史上初である。少年院に収監されていた少年少女たちの多くが涙したという。新教皇の決断は、ベネディクト16世が2007年に洗足の対象を、12人の司祭から12人の男子ローマ市民に改めた改革をいっそう推し進めたものであり、「恵まれない人々のための教会」の実践である。ブエノスアイレス大司教在任中には、ベルゴリオは、「洗足式」のミサを病院や刑務所で執り行っていた。
3月31日日曜日、復活祭のミサの説教において特に中東、アフリカ、北朝鮮と韓国に言及し、「私たちは、死をいのちへと変え、憎しみを愛へと変え、復讐を赦しへ、戦争を平和へと変える、復活のイエスに望みを託しましょう」と語った。また、ミサの後のウルビ・エト・オルビにおいて、広場を見下ろすバルコニーから「アジア、とりわけ朝鮮半島に平和がもたらされんことを。和解の精神が育つよう祈る」と述べた。
4月13日、教皇庁は、教皇庁改革などの提言を受けるため、フランシスコが世界各地の8名の枢機卿を指名したと発表した。その他に、1名の司教が事務局長を務める。10月1日から3日に初会合が持たれたカトリック・ニュース・サービスは使徒憲章内の『パストル・ボヌス（＝良き牧者）』（1988年）の改正または限定的な調整ではなく、全く新しい使徒憲章の起草が期待されている、と述べた。
5月1日、サン・ピエトロ広場で信徒に向けて演説し、「失業の問題は、社会全体の協力と知恵を今すぐ必要としている」と訴えた。
5月3日、バチカンに戻った名誉教皇ベネディクト16世を彼の新居となる元修道院の入り口で歓迎した。新旧の教皇がバチカン内に暮らすのは前例がない。
5月12日、フランシスコは「生命は受胎の瞬間から尊重される必要がある」と強調し、人工妊娠中絶を禁止する法律が必要との認識を示した。
7月8日、教皇として初めてランペドゥーザ島を訪れた。
8月21日、イタリアを修学旅行中の西武学園文理中学校の生徒約200人と、一般観光客が入ることができない教皇宮殿のサン・ダマゾの中庭で特別謁見した。
フランシスコは9月7日を全世界における｢シリアと中東と全世界の平和のための断食と祈り｣の日として、フランシスコ自身もサンピエトロ大聖堂での同日現地時間午後7時からの集会の司式を行うことを発表した。「断食と祈りの日」にはシリアのイスラム教指導者アハマド・バドレディン・ハッスーンが賛同、コンスタンディヌーポリ総主教のヴァルソロメオス1世もフランシスコの平和外交を歓迎する声明を出した。
10月3日に、7月に訪問したランペドゥーザ島で水難事故が起きると「ランペドゥーザ島沖で難破した犠牲者のために神に祈る」とツイートした。
11月10日、毎週日曜日恒例の「日曜日のお告げ」において平成25年台風第30号がフィリピンになどに大きな被害を与えていることに言及し、サンピエトロ広場の群衆とローマ市民に「フィリピン、ベトナムそのほかの国々の台風の犠牲者のために沈黙のうちに祈りましょう」と呼びかけ、さらに「具体的な支援に乗り出しましょう」とも呼びかけ、バチカンとして15万米ドルの義援金を出した。またイタリアカリタスも10万米ドルの義援金を出した。同様の内容のツイートもなされた。
12月11日、『TIME』の2013年のパーソン・オブ・ザ・イヤーに選ばれた。選ばれた理由は「浮世離れした教会を親しまれる慈しみの場に変えた」「教義に重点を置いてきた教会を奉仕の場に変えた」これらによって教会を最盛期の姿に戻そうとしたことなどである。

### 2015年「いつくしみの特別聖年」
2015年3月13日に着座2周年を迎えたフランシスコは「いつくしみの特別聖年」の開催を発表した。この日には、サン・ピエトロ大聖堂で共同回心式がフランシスコの司式でとりおこなわれた。みことばの祭儀のあと、参加した信徒たちは聴罪司祭によって個別にゆるしの秘跡を授けられた。また教皇本人も告解室でゆるしの秘跡を受けた。
説教で教皇はルカの福音書の「あなたがたの父が憐れみ深いように、あなた方も憐れみ深い者となりなさい（ルカ6,36）」に言及し、いつくしみの豊かさとゆるしの大切さを説いた。そして今年の12月8日の「無原罪の聖母」の祝日から翌2016年の11月20日の「王たるキリスト」の祝日までを「いつくしみの大聖年」として、その準備を教皇庁新福音化推進評議会にゆだねることを発表した。
なおフランシスコはこの前日にバチカンで四旬節恒例の聴罪司祭のセミナーに参加し「神が御赦しにならない罪はない」「告解は責め苦にならず、告解を終えた信徒の目に希望と喜びの涙が輝くようでなければならない」と助言。さらに「罪から解放された人々が父のもとへ帰る心の奇跡を何度も見た」と自身の司牧経験を語り「司祭は信徒から学ばなければならない」「四旬節を信徒たちが清められた心で迎えられるように一層の励んでほしい」と聴罪司祭らを激励した。

### 教会人事
2014年2月22日、フランシスコは19人の聖職者を枢機卿に任命した。国別内訳はイタリア5人、ドイツ、イギリス、スペイン、カナダ、ニカラグア、ハイチ、オランダ領アンティル、チリ、ブラジル、アルゼンチン、コートジボワール、ブルキナファソ、韓国、フィリピンから各1人であり、ヨーロッパから見て周辺の地域を重視した人事となった。19人のうちコンクラーベ参加権を持つものは16人である。翌2015年1月5日、フランシスコは20人の聖職者を枢機卿に任命した。アジア・オセアニアから5人、中南米から5人、アフリカから3人、ヨーロッパからは7人（うちイタリア出身者は4人）であり、半分以上が「非欧州」の聖職者である。うちトンガのソアネ・パティタ・パイニ・マフィ司教は53歳で、最年少の枢機卿となる。

### 列福・列聖
2013年の5月12日、教皇フランシスコはオスマン帝国の支配下で改宗を拒み殉教した800人の信徒と、先住民の救済につくしたコロンビアとメキシコの修道女2人を列聖した。2014年4月27日には、すでに福者に列せられているローマ教皇ヨハネ23世とローマ教皇ヨハネ・パウロ2世を、列聖した。列聖式には名誉教皇のベネディクト16世も参列した。また、韓国を訪問した際には李氏朝鮮時代の殉教者を列福。同年10月のシノドス臨時総会後の10月19日にミサではローマ教皇パウロ6世を列福した。

### マフィアを破門
2014年6月聖体の祝日に先立ちフランシスコはイタリアのカラブリア州を訪れ、ミサを執り行い会衆を前に「マフィアは聖体拝領にあずかることはできない。彼らを破門する」と宣言した。ミサで教皇は「主への崇敬がカネへの崇敬に変わるとき、それは罪と個人的な利益と権力への道へと人を導く」マフィアの行動を非難した。そして「希望を奪われないようにしましょう」と会衆に呼びかけた。同州は犯罪組織ンドランゲタ（Ndrangheta）の拠点であり、同年1月には3歳の子どもが、3月にはプッリャ州で3歳の子どもがマフィアに殺される事件が起きている。教皇は犠牲者の遺族に面会し慰めの言葉をかける一方で、マフィアのような反社会的勢力の組織犯罪から社会が決別するように呼びかけていた。
その後もフランシスコの反組織犯罪への運動は続けられており、2018年9月15日、マフィアに神父が殺害される事件が起きたシチリア島にて、マフィアは神を冒涜する存在だと非難するアピールを行っている。

### 外国訪問

フランシスコが訪問した国（黄色部分のイタリアも含む）, as of November 2019

在位中、47回の海外訪問を行い66カ国に赴いた。イタリア国内では、40回の司牧訪問を行い49都市を訪れた。

#### ブラジル

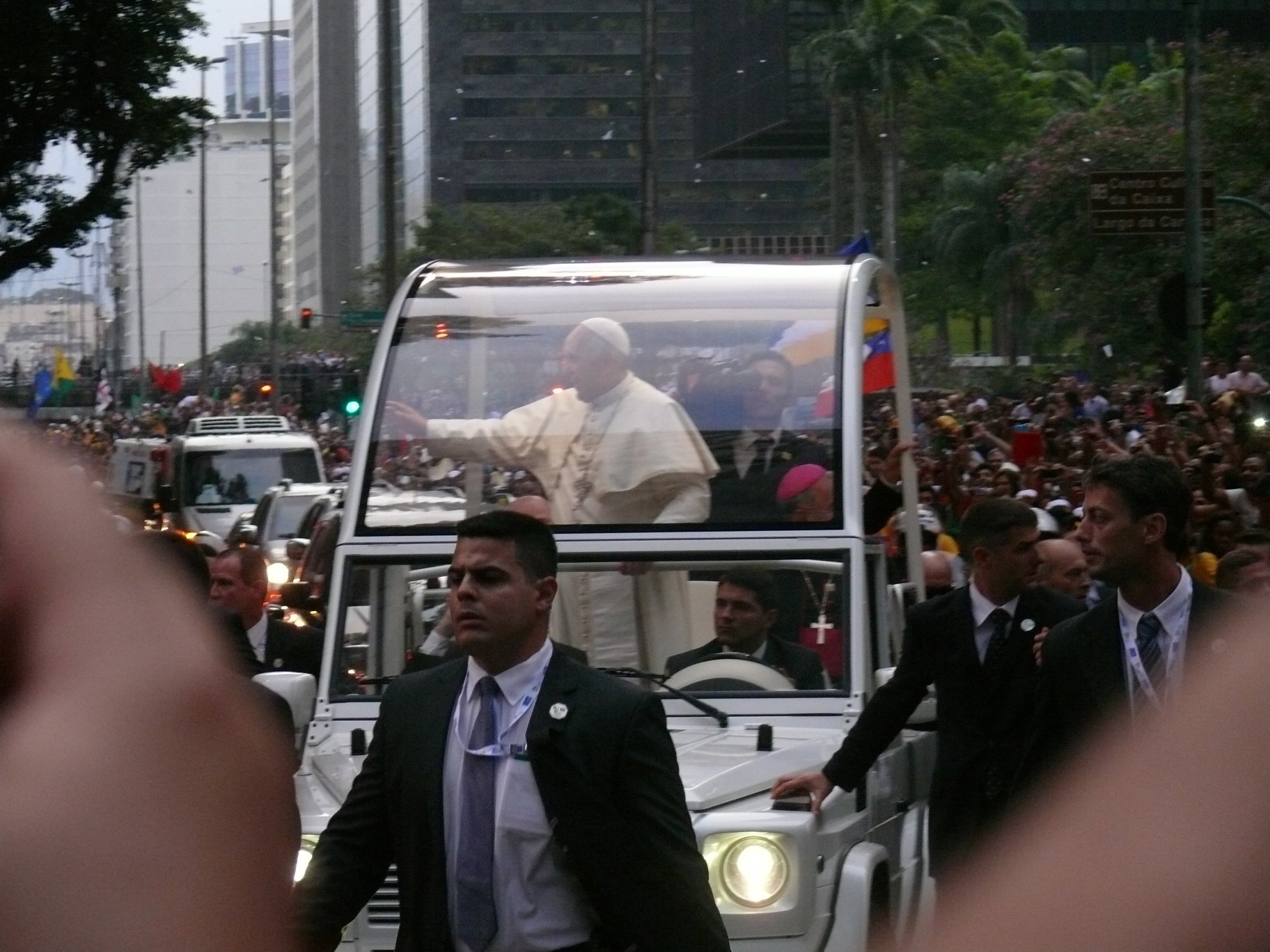
リオデジャネイロでのフランシスコ

2013年5月7日、バチカンは教皇フランシスコが同年7月にワールドユースデーに合わせて7月22日から同月29日までブラジルを訪問することを発表した。訪問にはリオデジャネイロでのワールドユースデーの参加のほか、アパレシーダの聖母の巡礼地の訪問、受刑者や病者との対面も予定されている。ブラジル訪問は3月20日にブラジルのジルマ・ルセフ大統領と会見した時に示唆しており、それが実現の運びとなった。
7月22日、リオデジャネイロに到着したフランシスコは、大衆車「フィアット・プント」に乗って歓迎式典会場へ移動。途中、沿道に詰めかけた信徒に取り囲まれて立ち往生する場面もしばしばあった。さらに、パパモビルに乗っての移動では、信徒らの歓呼に応えたほか、差し出された赤ん坊にキスをするなど人々との触れ合いを楽しんだ。しかし当時は反政府運動の最中であり、ブラジル政府は教皇の身辺警護に神経をとがらせており、なおかつ歓迎式典への到着が大幅に遅れたこともあり、最後は政府当局の要請に従ってヘリコプターでの歓迎式典の会場入りとなった。翌23日は休養にあて、24日にサンパウロ州の聖母伝説の地アパレシーダを訪問し、巡礼聖堂でミサを行った。25日にはリオデジャネイロに戻り、スラム街の一つマンギニョス地区を訪問して住民と面会した。その後、コパカバーナ海岸でワールドユーズデーの歓迎式典に臨んだ。26日にはワールドユーズデーに参加した若者らに許しを秘跡を与えたほか、8人の少年受刑者との面会を行った。そして恒例の行事である十字架の道行きに青年信徒らと参加した。27日には「祈りの前夜祭」をコバカバーナ海岸で行った（当初はアントニオ・カルロス・ジョビン国際空港で開催予定だったが、悪天候のため閉会ミサ共々会場が変更された）。この際、6月から続いているブラジルの抗議運動に言及し、「若者は変革の立役者であってほしい」とデモに理解を示した。またそれに先立ちフランシスコはブラジルの政治家との会談では「進歩のためには対話が必要」とデモ隊との対話の必要性を説いている。28日には閉会のミサを行った。その間、コパカバーナ海岸には300万人の信者が詰めかけたといわれる。また、この際現地フランシスコ会の修道士と面談、アマゾン地域の奥地に修道士と医療が不足している事を嘆き、修道士が赴かなければならない旨を訓示した。これがのちのカトリック教会による病院船建造につながる事となる。

#### 中東

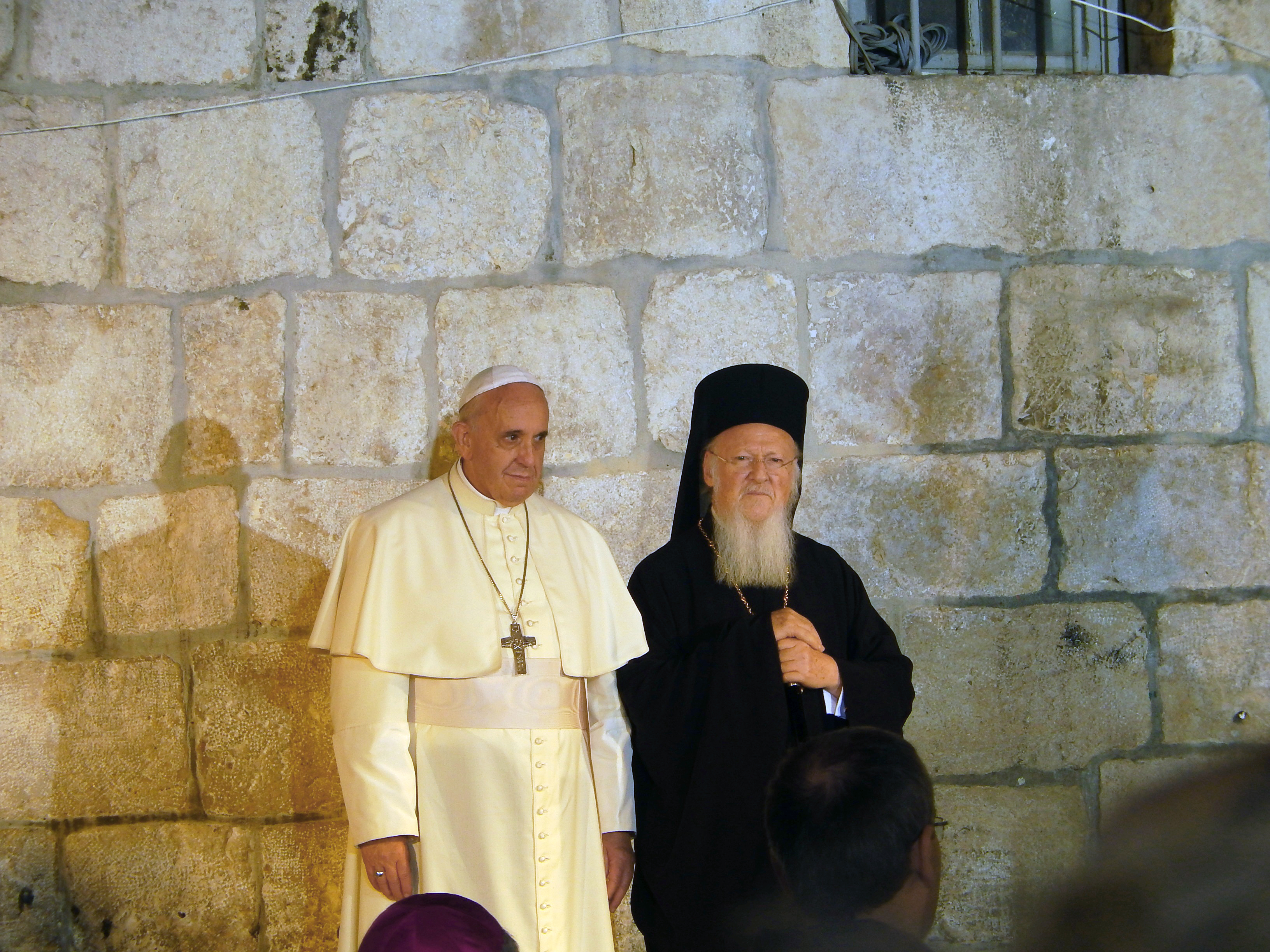
ヴァルソロメオス1世(バルトロメオス1世)と聖墳墓教会にて。

2014年5月24日から26日フランシスコは中東諸国を歴訪した。同日にはヨルダンに行きアブドゥラ国王と会談。その後パレスチナ自治区、イスラエルを訪問した。ベツレヘムのパレスチナ難民キャンプで子供たちと交流したのち、テルアビブ経由でエルサレムに向かった。エルサレムではコンスタンディヌーポリ総主教（コンスタンティノープル総主教）、ヴァルソロメオス1世(バルトロメオス1世)と会談した。これは1964年にパウロ6世とアシナゴラス(アテナゴラス)総主教が合同巡礼をしてから50周年を記念したものであり、両者は会談で現在のキリスト教の窮状について話しあった。嘆きの壁では祈りをささげた。
6月8日には、コンスタンディヌーポリ総主教ヴァルソロメオス1世と共同でバチカンにイスラエルの大統領シモン・ペレス、パレスチナ自治政府大統領マフムード・アッバースを招き、イスラエル・パレスチナ両者に和平を呼びかけた。

#### 韓国

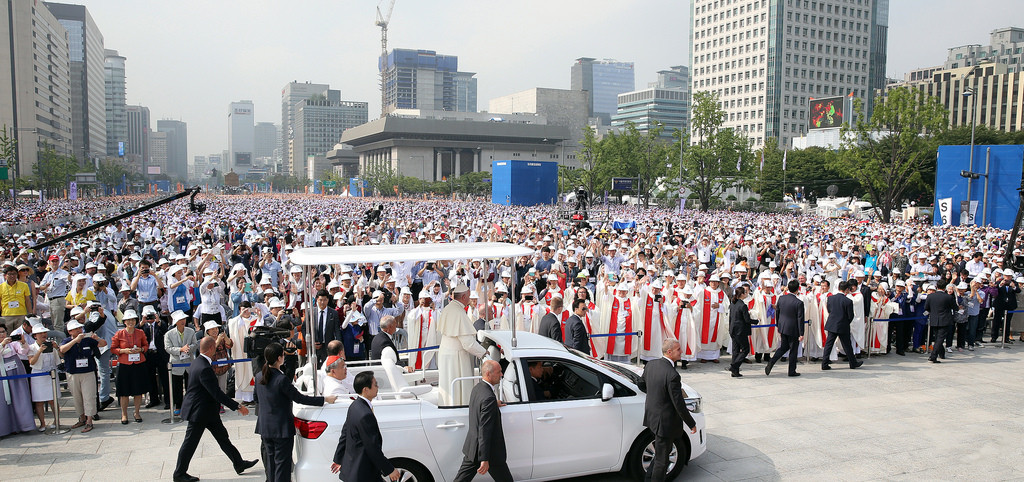
光化門広場での列福式に臨むフランシスコ。

2014年8月14日にフランシスコは大韓民国を訪問した。朝鮮王朝時代の殉教者の列福の儀式をとりおこなうことと、13日から開催されている「アジア青年の日」に参加するのが主な目的である。フランシスコにとって初めての東アジア訪問であり、韓国にとっては1989年のヨハネ・パウロ2世訪問以来25年ぶりである。韓国は人口の1割に当たるおよそ500万人がカトリック信者である。訪問にあたり、教皇を乗せた旅客機が中華人民共和国の領空を通過することに中国側が難色を示していたが、最終的には許可された。搭乗機が中国の領空を通過した際には、同国の国土と国民に祈りを捧げた。
韓国の朴槿恵大統領は空港で出迎え、両者の会談では朴大統領は「教皇の訪問は、南北分断の傷を癒し、希望に満ちた新しい時代を開くきっかけとなることを確信する」と訪問に謝意を示した。またフランシスコは「朝鮮半島での統一に向けた長く粘り強い努力を称賛し、激励する」と応じた。フランシスコは韓国での移動に黒のサブコンパクトカー「キア・ソウル」を使用することにした。8月15日の聖母被昇天の日のミサを大田ワールドカップ競技場で行い、セウォル号沈没事故の遺族と面会した。16日には光化門広場で列福式を司式、さらにコットンネの障碍者と面会した。17日には同国の殉教地のひとつである西山海美聖地で開かれるアジア青年大会閉幕ミサに参加するほか、18日にはソウル明洞聖堂での「平和と和解のミサ」に参加。朴槿恵大統領のほか、各宗教団体の指導者たちやかつて従軍慰安婦とされた女性たちも参列した明洞聖堂での「平和と和解のミサ」では分断が続く朝鮮半島に平和と和解の恵みがもたらされるよう会衆に祈りを求めた。分断の歴史を変えることには回心がその役割を果たすだろうと、会衆に回心を促した。また、現在の韓国社会が繁栄から取り残された弱者のための福音的取り組みをしてきたかかどうか、自省を求めた。ミサでフランシスコは、「そのとき、ペテロがイエスのもとにきて言った、『主よ、兄弟がわたしに対して罪を犯した場合、幾たびゆるさねばなりませんか。七たびまでですか』と問うペトロに、」「イエスは彼に言われた、『わたしは七たびまでとは言わない。七たびを七十倍するまでにしなさい』」という赦しについての問答(マタイによる福音書18:21-22)を引用し、さらに「イエスは兄弟たちを際限なく赦しなさいと命じるだけでなく、それを可能にするための恵みをも与えてくれる」「人間の目には不可能なことも、イエスはその十字架の無限の力を通して可能として下さる」と強調し「『赦すこと』ができないならば平和と和解ができるのでしょうか」と会衆に問うた。

#### アルバニア
フランシスコは2014年6月15日のお告げの祈りにおいて、アルバニアの首都ティラナを訪問することを発表した。
「このほんのわずかな訪問で、私はアルバニアの教会の信仰を確かめ、長い間過去のイデオロギーによって「無神国家」として信仰が弾圧されてきたこの国に勇気づけと愛を証したい」。イラク政府がイスラム原理主義者らがアルバニアで教皇の暗殺の計画を練っているという特殊情報を入手したという警告をだしてから、セキュリティ上の懸念が浮上した。
フランシスコのヨーロッパ地域での最初の訪問は11時間と短時間のものになった。彼は8月に、アルバニアを最初の訪問先に選んだ。アルバニアではイスラム教、正教会、カトリックの信徒を含む国民の連帯した政府の樹立によって他宗教の調和のモデルが維持されてきたからである。滞在中は彼はアルバニア大統領のブヤル・ニシャニに会見し、ティラナの「マザーテレサ広場」でミサを行い、イスラム教、正教会、ユダヤ教、イスラム神秘主義のベクタシュ教団、プロテスタントを含む諸宗教の指導者と面会した。
彼は共産主義の独裁者エンヴェル・ホッジャ政権下で迫害を受けた人々を称賛した。1944年から1985年のホッジャ政権下で130人ほどの聖職者が投獄あるいは処刑された。ホッジャは1967年に、アルバニアは「無神国家」であると宣言していた。この間に迫害あるいは処刑された司教の肖像は、教皇訪問に際してティラナの主要な国民大通りに殉教者として懸垂された。アルバニアはマザー・テレサの人気を受けてカトリックの信仰が徐々に復興しつつあった。マザー・テレサは、いまのマケドニアに生まれたものの、アルバニア人であった。

#### フランス

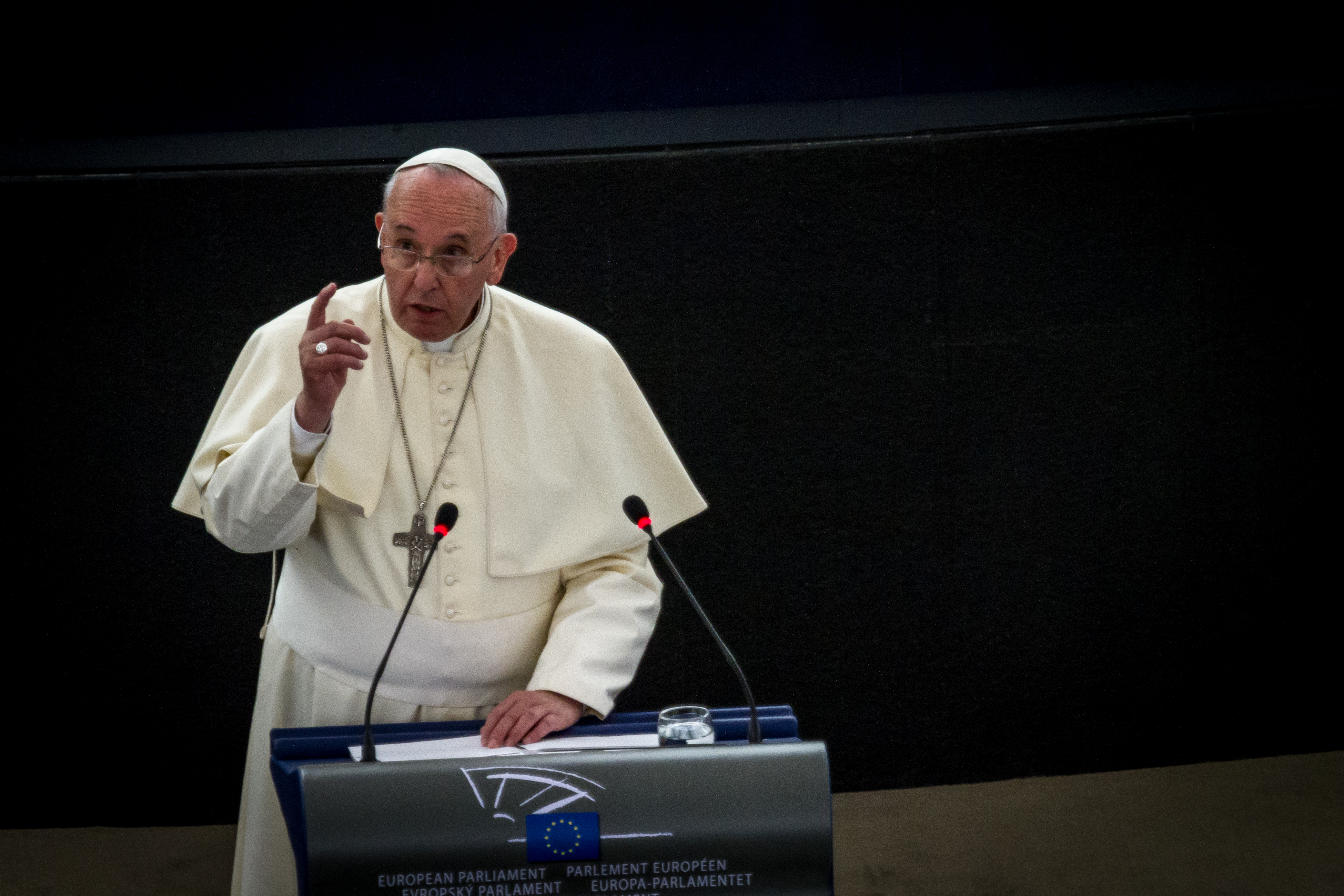
欧州議会で演説するフランシスコ

フランシスコは、わずか5時間という短時間であるが、2014年11月25日にフランスのストラスブールを訪問し、欧州議会と、欧州評議会でヨーロッパへの不法移民に対する尊厳ある処遇と、労働者の労働条件改善についての問題を提起した。

#### トルコ
2014年9月にフランシスコはトルコのレジェップ・タイイップ・エルドアン大統領のトルコ訪問の要請を受諾した。この招待はヴァルソロメオス1世から聖アンドレの日をともに祝うためのものであった。フランシスコは11月28日に首都アンカラのエセンボーア国際空港の降り立ち、そこでトルコの要人と面会した。それからアタテュルク廟に献花した。フランシスコは大統領官邸に赴きエルドアン大統領と面会し、中東地域は「あまりに長く同胞相争う戦争が続いた地域であった」と言い、狂信と原理主義に対抗し中東の新たな平和の後押しを求める宗教間の対話の速やかに求める演説をした。翌日、フランシスコはスルタンアフメト・モスク（ブルーモスク）を訪れ、高位のイスラム聖職者とともに静かに祈った。フランシスコはトルコ訪問を、イスタンブールの聖ゲオルギオス教会でヴァルソロメオス1世とともに臨んだ聖餐式で締めくくった。フランシスコは「私とローマのため」の祝福と東西両教会の速やかな再一致を求め、集まった正教会の信徒に「私はここに集まったいずれの方々にも安心してほしい。そして完全な一致という求められるゴールに到達したいのです。カトリック教会は、東西両教会が共有している信仰の確信以外のいかなる条件も課すつもりはありません」と言った。

#### スリランカ
2015年1月、スリランカと東南アジア最大のカトリック国フィリピンを訪問した。

#### フィリピン

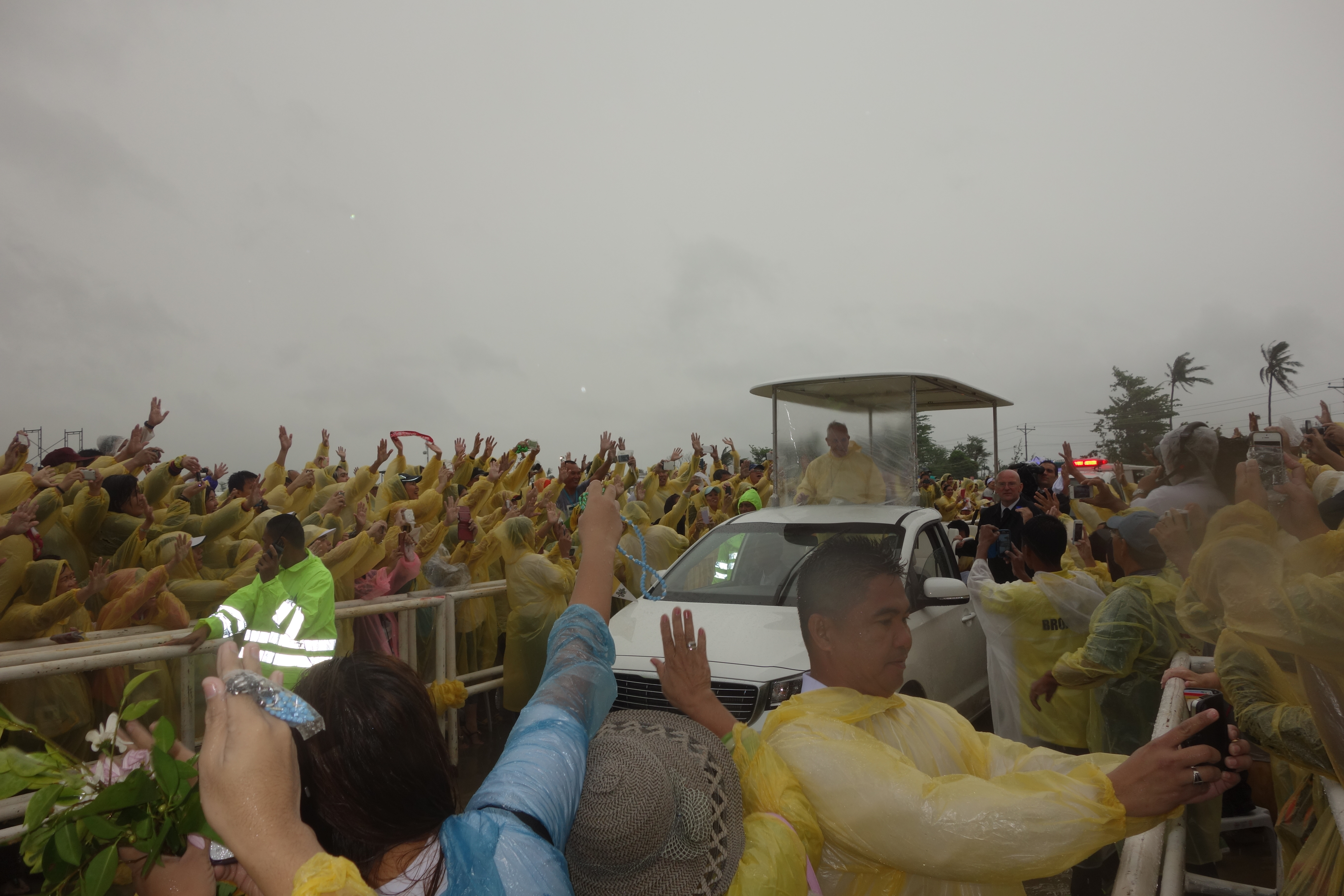
2015年1月17日フィリピンのレイテ島、タクロバンを訪問したフランシスコ。

2015年1月、スリランカに続きフィリピンを訪問した。フィリピンでは、ニノイ・アキノ国際空港に降り立ち、マニラ首都圏と2013年の台風「ヨランダ」で甚大な被害を受けた、レイテ島のタクロバン市で盛大なミサを執り行った。

#### ボスニア・ヘルツェゴビナ
2015年6月、ボスニア・ヘルツェゴビナを訪問した。

#### ボリビア、エクアドル、パラグアイ
2015年7月、南米諸国を歴訪。南米へは2013年のブラジル訪問以来2年ぶり。母国アルゼンチンへの「帰国」は、2015年に大統領選挙があるため、政治的影響を避けるため2016年になった。

#### アラブ首長国連邦
2019年2月3日、アラブ首長国連邦のアブダビを訪問、教皇がイスラム教発祥の地であるアラビア半島を訪れたのは初めて。

#### 日本

長崎市の原爆落下中心碑（左）と浦上天主堂の遺構（右）

2019年11月23日から11月26日まで日本を訪問した。ローマ教皇の来日はヨハネ・パウロ2世以来38年ぶりになった。
2014年6月に内閣総理大臣安倍晋三がバチカンを訪問し、日本国政府としてフランシスコの来日を招請しており、それに応じたものである。
11月23日の17時40分に、訪問先のタイ王国のバンコクから東京国際空港へ到着。駐日ローマ教皇庁大使館で司教らに集いに参加。
11月24日、7時20分に羽田空港を発ち、9時20分に長崎市に到着。10時20分ごろに長崎市の平和公園の「原爆殉難者名奉安箱」の碑に献花し祈ったのち、最初の「核兵器に対するメッセージ」を発表。「核兵器は安全保障の危機から人を守らない」との見解を示した。その後、11時に日本二十六聖人の殉教の地である長崎市西坂の船越保武作の日本二十六聖人像「昇天の祈り」の前に安置された聖遺物「聖パウロ三木、聖ディエゴ喜斎、聖ヨハネ五島の骨」に献花し、蝋燭に灯を点け、沈黙のうちに祈り献香した。「私はこの瞬間を待ちわびていました。私は一巡礼者として祈るため、信仰を確かめるため、また自らの証しと献身で道を示すこの兄弟たちの信仰に強められるために来ました」「この場所から、世界のさまざまな場所で、信仰ゆえに今日も苦しみ、殉教の苦しみを味わうキリスト者とも心を合わせよう」と呼びかけ、ラテン語で「お告げの祈り」を唱えた。13時30分より長崎県営野球場でミサを執り行った。
その後、16時35分に長崎から広島へ旅客機で移動し、17時45分に広島空港に到着、18時45分に広島市の広島平和記念公園に到着し、諸宗教の代表者や被爆者らに会い、蝋燭に灯を点し慰霊碑に献花し黙祷。その後2度目の「核兵器に対するメッセージ」を発表、「最新鋭の武器を開発しておきながら、どうして平和について話すことができるだろうか」「ここで起きたことを現在と将来の世代が忘れてはなりません」と訴えた。その後20時25分に広島を発ち、旅客機で22時ごろに東京都へ戻った。

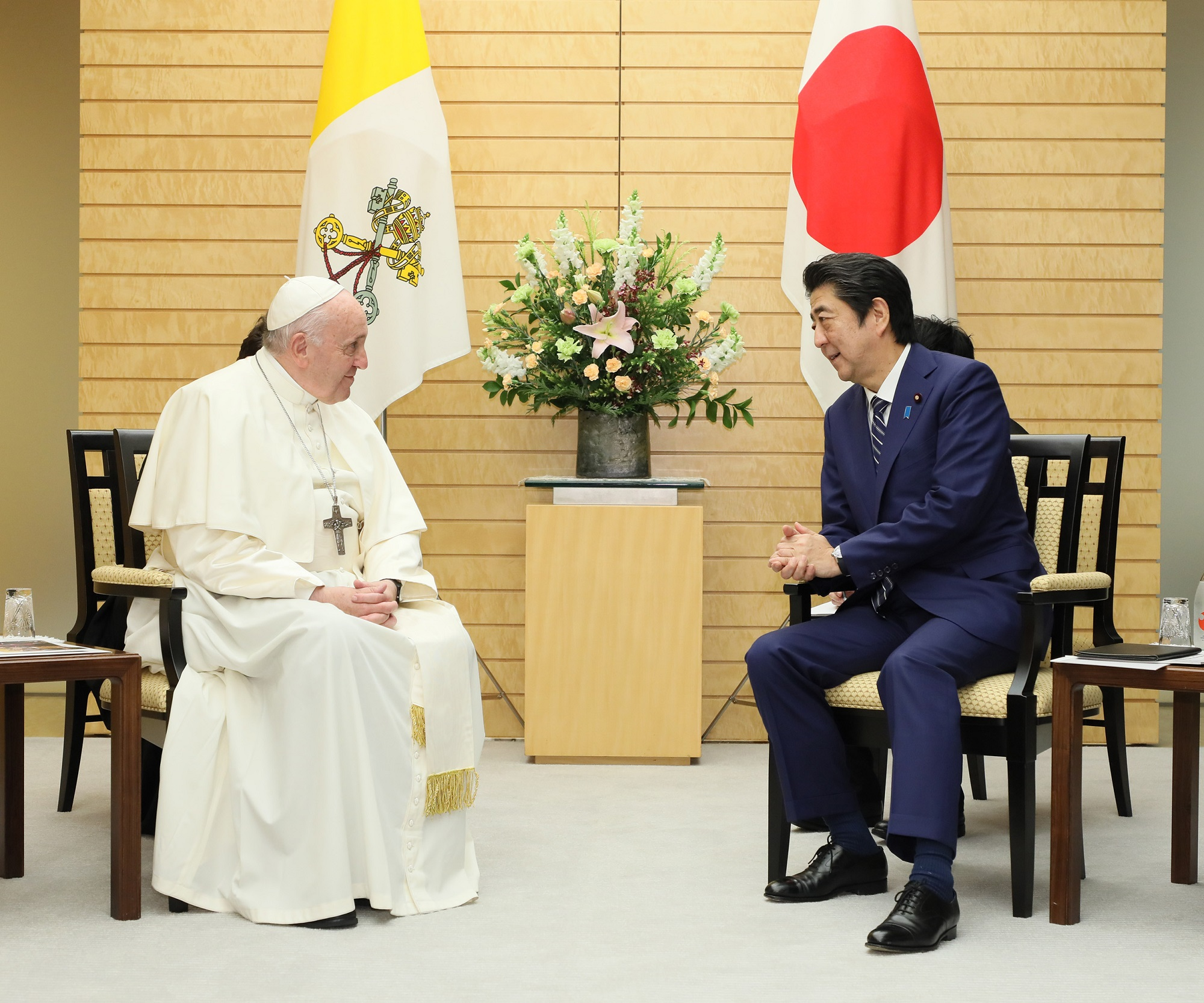
安倍晋三内閣総理大臣との会談

11月25日には、10時より住友不動産のイベントホール「ベルサール半蔵門」（千代田区麹町）にて東日本大震災の被災者との集まりに参加し、地震・津波・原発事故の被災者と面会した。11時から皇居「竹の間」にて今上天皇（徳仁）と20分ほど会見した。天皇は被爆地の訪問および東日本大震災の被災者との面会に謝意を表した。11時45分から東京カテドラルでの「若者との集い」に参加し、特製の法被を贈呈された。16時からは東京ドームでのミサに臨んだ。このミサにはおよそ5万人が参加した。その後総理大臣官邸で安倍晋三と会談した。
11月26日には、早朝に上智大学内のイエズス会SJハウスにて、イエズス会会員との私的なミサと病気・高齢の司祭との面会をし、10時に上智大学で講演した。このとき、記念品として、潜伏キリシタンがマリア像の代用として使用した「子安観音像（いわゆる「マリア観音」）」が贈呈された。その日の11時35分に羽田空港から離日した。同日11時頃には、公式Twitterアカウントから日本語で感謝の意を投稿した。

#### イラク
2021年3月5日から8日まで、ローマ教皇として初めてイラクを訪問した。2021年3月6日には、イスラム教シーア派の指導者アリー・スィースターニーの自宅を訪れて会談を行った。過去に教皇としてスンニ派の指導者らと会談を重ねてきたが、シーア派の指導者と会談する例は少なく注目を浴びた。

#### ハンガリー、スロバキア
2021年9月12日から15日まで、ハンガリーとスロバキアへの司牧訪問を行った。

#### キプロス、ギリシャ
2021年12月2日から6日まで、キプロスとギリシャを訪問。イタリアを除き、第35回目の海外司牧訪問となる。

#### カナダ
2022年7月24日から30日まで、カナダ司牧訪問。西部のアルバータ州、東部のケベック州、最北端のヌナブト準州（イカルイト）を訪れた。

#### カザフスタン
2022年9月13日から15日まで、首都ヌルスルタンで開催される「第7回世界伝統宗教指導者会議」への出席とカザフスタン政府と教会関係者の招待に応え、カザフスタンを訪問。

#### 南スーダン
2023年2月3日から5日まで、南スーダンへの司牧訪問を行った。

#### ハンガリー
2023年4月28日から4月30日まで、ハンガリー司牧訪問。首都ブダペストに3日間滞在し行事を行った。

#### ポルトガル
2023年8月2日から8月6日まで、ポルトガル司牧訪問。首都リスボンで開催された「ワールドユースデー大会」への参加、カスカイス訪問、ファティマ巡礼を行った。滞在中、ポルトガルの各界の要人や教会を代表する人々と会見した。

#### モンゴル
2023年8月31日から9月4日まで、モンゴル司牧訪問。首都ウランバートルに滞在し行事を行った。

#### インドネシア、パプアニューギニア、東ティモール、シンガポール
2024年9月2日から13日まで、東南アジア・オセアニア4カ国の司牧訪問を行った。

#### ルクセンブルク、ベルギー
2024年9月26日から29日まで、欧州2カ国の司牧訪問を行った。

### 人工知能について
2024年6月に開催された主要国首脳会議（G7）で、人工知能が人類の未来に与える影響を考察するスピーチを行った。知識へのアクセス、科学研究の進歩、重労働からの開放などのメリットに言及する一方で、先進国と発展途上国の間、または社会階層間に重大な不正義をもたらす可能性を語った。生成AIについては「厳密には『生成的』ではない」「ビッグデータの中から情報を探し、要求に応じて、魅力的なスタイルで仕立てるものであり、新しい概念や分析を発展させるものではない」「時にはフェイクニュースを正当化しかねないという意味で、それは『生成的』というより、むしろ『強制的』である」として「もしわれわれが、人々から自分自身と自分の人生について決定する力を取り上げ、機械の選択に依存させるならば、人類に希望のない未来を負わせることになる」と述べた。

### 他宗教・他宗派との交流
2013年6月14日、フランシスコはバチカンを訪問したカンタベリー大主教ジャスティン・ウェルビーおよびその使節団と会見。ウェルビー大主教は2012年末に選出され、2013年3月21日に着座した。奇しくも2013年に着座したローマ教皇とカンタベリー大主教との初の会見となった。二人は会談でローマ・カトリック教会と英国国教会の歴史について語り合ったのち、キリスト教の普遍的価値であるいのちの尊厳の擁護、家族の連帯の尊重、貧困問題解決のための社会正義への取り組みをともに推進したいことで一致した。そののち、二人はサン・マルタ館の礼拝堂で一緒に祈りをささげた。
2014年5月25日には、正教会・コンスタンディヌーポリ総主教（エキュメニカル総主教）のヴァルソロメオス1世とエルサレムの聖墳墓教会で会談を行い、神学的対話などを謳った共同宣言に署名した。
2014年7月28日、フランシスコはペンテコステ派の教会を訪れ、過去の迫害や差別について互いに謝罪した。
2016年2月12日に、フランシスコはキューバの首都ハバナでロシア正教会のモスクワ総主教キリル1世と会談した。会談後、両者は中東などで続く過激派によるキリスト教徒迫害やテロに対し、国際社会の緊急対処を呼びかける共同宣言に署名した。
2016年5月23日、フランシスコはバチカンでイスラム教スンニ派の権威アズハル大学のアフメト・タイブ師と会談した。これは、ヨハネ・パウロ2世が、2000年にカイロのアズハル大学を訪問した答礼訪問に当たる。2001年のアメリカ同時多発テロ以降の国際情勢の変化と、2006年のベネディクト16世のイスラームと暴力を結びつけた発言などで、アズハル大学側のバチカン訪問は先送りされていた。この会談では現在主要な宗教が直面している共通の問題と危機について話し合われた。世界における紛争とテロの拒絶、中東地域におけるキリスト教徒の保護などである。
2023年11月15日に創価学会名誉会長（同会第3代会長）・創価学会インタナショナル（SGI）会長の池田大作が死去した際にはイタリア創価学会を通じて弔意メッセージを寄せ、同年12月22日付けの創価学会機関紙・聖教新聞で報じられた。弔意メッセージの中でフランシスコは池田に「師（マエストロ）」の尊称を冠し、「池田による平和への尽力」に感謝すると述べた。
2024年5月10日、フランシスコはバチカンでヨーロッパ訪問中であった創価学会会長・原田稔との会見を行った。
2025年1月18日、教皇はバチカンの教皇公邸にて、ガーディアン・ガールズ・インターナショナルの小山田真会長と30分前後、個別面談（プライベート・オーディエンス）を行なった。

### 宗教事業協会（バチカン銀行）について
前任者のベネディクト16世の退位の原因の一つと言われる、宗教事業協会（以下バチカン銀行）のマネーロンダリング（資金洗浄）を含む不明朗な資金運用について、フランシスコはマネーロンダリングなど金融犯罪と戦うための命令を出している。
2013年8月にはバチカン銀行の調査のための金融安全委員会を発足させ、報告書がフランシスコに提出された。委員会は、マネーロンダリング、テロ資金の提供、兵器の取引などバチカン銀行を利用して行われてきたという犯罪に立ち向かうものであり、反金融犯罪の努力をするために組織された。2013年7月にはバチカンはサレルノ司教のモンシニョール・ヌンツィオ・スカラーノの口座を凍結した。この結果、6月に彼のほか2人が約2000万ユーロのマネーロンダリングの容疑で逮捕された。
フェデリコ・ロンバルディ枢機卿は「この教皇の命令は、バチカンが金融犯罪に抵抗する助けになると」という。
一方、バチカン銀行はバチカン職員の給与の支払いや慈善活動など本来の業務を行っており、金融犯罪撲滅後のバチカン銀行の処遇に関してはフランシスコは、ブラジル外遊からの機内での記者会見で「慈善団体にするべきだという意見もあれば、廃止しろという意見もあるが、まだ決めていない」と答えている。

### 聖職者の児童虐待について
前任者のベネディクト16世の退位の原因のもう一つの理由と言われているのが、聖職者による児童への性的虐待である。これに関してフランシスコはベネディクト16世が公に認め公に謝罪した路線を継承し、2013年3月に教理省のゲルハルト・ミュラー長官に「断固たる対応」を要請した。教理省は2011年から性的虐待の疑いのある聖職者の存在を通報する指示を司教らに出す一方で、それらを見つけた場合は未成年者と接触させないようにする通達を出している。同年12月には調査委員会を設置し、実態の把握に乗り出した。翌年1月にはバチカンはベネディクト16世在任中の2011年から2012年に400人以上の聖職者が性的虐待で聖職を失ったことを公表した。これに関しては教会内部では前例のない試みと評価する声がある一方で、被害者団体は「結果が出せなければ新たな組織の設置も無意味」であり、調査は外部の第三者団体がすべきと批判的である。また被害者団体は、性的虐待をした聖職者のみならず、その隠蔽に加担した聖職者も排除すべきだと主張している。2014年、国連の子どもの権利委員会はバチカンに対して「ゼロトレランス」を評価する一方で、カトリック教会は被害者の保護より教会の名誉と加害者の保護を優先していると非難し、疑いのある聖職者は直ちに捜査当局にゆだねるよう勧告した。

### 言論の自由について

「Je suis Charlie（私はシャルリー）」の標準的なスローガンのレイアウト
シャルリー・エブド紙のウェブサイトより

2015年1月にムハンマドの風刺画に怒ったムスリムによるシャルリー・エブド誌襲撃事件がフランス・パリで起き、「Je suis Charlie（私はシャルリー）」のスローガンとともに、「自己の異論をも含む言論の自由の価値」を確認するとしいう言論の自由の至上性を確認するデモなどの運動や、言論の自由自体に関する議論が世界的な広まりを見せると、フランシスコはスリランカからフィリピンへの移動中の機内での記者会見で、この動きに関する質問を受けると「神の名での殺人は愚かしい」と事件を非難すると同時に「あらゆる宗教には尊厳があり」「信仰を挑発したり嘲笑したり侮辱する自由」はその限度を超えていると発言。同時に「言論の自由は同時に義務であるが、他人を傷つけることなく表出されなければならない」と「言論の自由のあり方」を示した。これに対してシャルリー・エブド誌のジェラール・ビヤール編集長は「私たちは誰も殺しません。殺人者と犠牲者を一緒にしてはなりません。書く人、あるいは描く人が挑発者で、火にガスを投げ込んでいると断じるのは止めるべきです。考える者とアーティストを殺人者と同じカテゴリに分類すべきではないのです」と発言。教皇の勧告に従うことは危険という考えを示した。

### アメリカ大陸の植民地化の歴史について

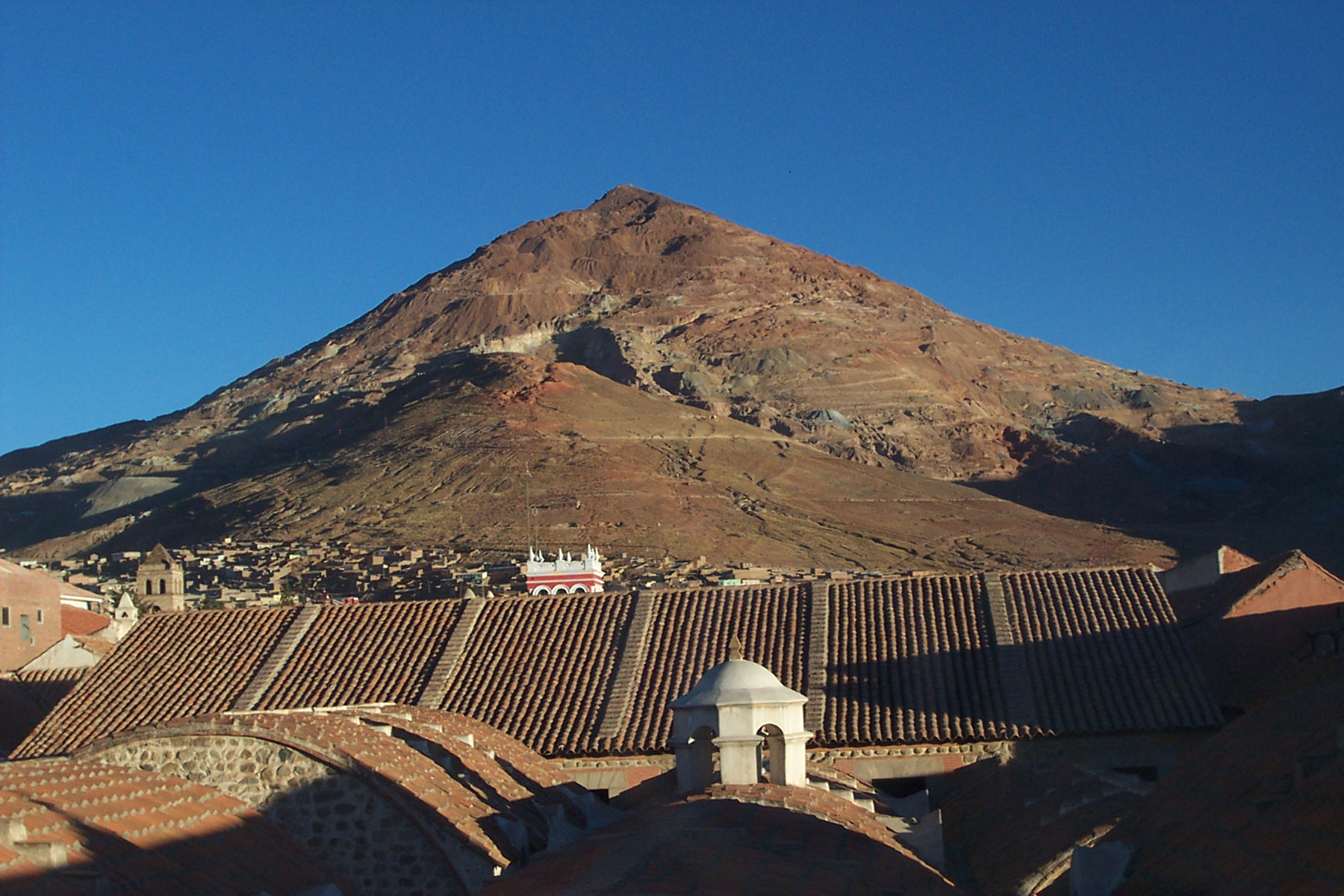
ポトシのセロ・リコ（富の山）。植民地時代には銀が、ボリビア独立後には錫が採掘された。ポトシの銀はヨーロッパ先進国に流入し、現在の繁栄の礎を築いたが、採掘には先住民が奴隷として酷使された。

フランシスコは2015年7月9日に、訪問先であるボリビアのサンタクルスでエボ・モラレス大統領と先住民の代表らを前で演説し「アメリカ大陸の植民地化」について「私は、ここに悔恨の気持ちとともに、申し上げます。神の名の下に、先住民に対したくさんの深刻な罪が犯されたことを」と発言し「前の教皇がこれを認めました。ラテンアメリカ司教会議もそう言ってまいりました。私もまたそう申し上げたいと思います。聖ヨハネ・パウロ2世のように神の前に跪き、神の花嫁たる教会の息子と娘たちの過去と現在の罪の許しを乞います。また、こうも申し上げたい。聖ヨハネ・パウロ2世のように、私は教会自身の罪だけでなく、いわゆる新大陸征服の時代に先住民に犯された罪に対して謙虚に神に許しを乞うことをはっきりと明らかにします」と「教会の重い罪」について謝罪した。「コロンブスのアメリカ大陸発見400年」に当たる1992年にヨハネ・パウロ2世がドミニカ共和国で「植民地化の下での教会の罪」ついて謝罪したことに言及しつつ、フランシスコはラテンアメリカが植民地だった時代の同地での圧制にローマ・カトリック教会が加担したことを直接謝罪した。

### 平和への取り組み

#### 「第三次世界大戦」を警告

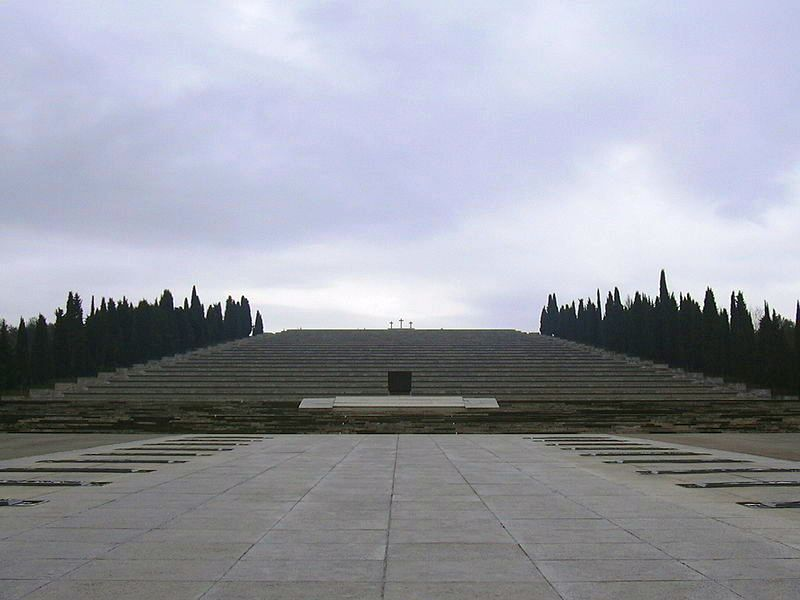
フォリアーノ・レディプーリアの軍事墓地。第一次世界大戦におけるイタリアとオーストリア・ハンガリー帝国との激戦地に造営された。第一次世界大戦ではおよそ100万人のイタリア人が戦い、65万人以上が戦死した。フランシスコの祖父ジョバンニ・ベリゴリオもイタリア軍の召集を受けて、軍事墓地近くでのイゾンツォの戦いに参加しており「祖父の口から痛ましいことを聞いている」という。

第一次世界大戦開戦から100年にあたる2014年9月13日に、フランシスコはフォリアーノ・レディプーリアの慰霊施設で戦没者の追悼式典に臨んだ。その席上フランシスコは「いまこの慰霊施設に臨んで、一つだけいえることは『戦争は狂気である』ということです。…強欲と不寛容と権力の欲望、これらの動機が戦争に至る決定の基礎となり、これらはあまりにも度々イデオロギーによって正当化されてきました。イデオロギーは正統性として存在していましたが、戦争が起きた時にはイデオロギーなどなく、ただカインがアベルを殺した時に神についた嘘、『カインの返答』だけがあるのです。どうして私は憂慮しているのでしょうか？第二次世界大戦という第一次世界大戦の失敗を犯したのちの今日でさえ、罪と殺戮と破壊とともに世界各地で散発的に戦われている戦争を『第三次世界大戦』と呼ぶ人がいるかもしれません。どうしてそういえるのでしょうか？さまざまな今日の世界では、さまざまな状況を前に、利益や地政学戦略、経済的軍事的な欲望があり、そしてそこに兵器の生産と売買があるからです」と演説した。

#### 核について
2014年11月、トルコから帰国する機内での記者会見で、フランシスコは第二次世界大戦終結から翌年でちょうど70年を迎えてなお世界が核の脅威にさらされていることに関して「人類はヒロシマ、ナガサキから何も学んでこなかった。…原子力エネルギーは人類に莫大な利益をもたらしたが、科学は人間性を破壊することにも使われてきた…核兵器が使用されている今日、まさに広島と長崎のように我々はゼロからスタートしなければならないだろう」と発言した。
2015年8月9日の「日曜日のお告げ」に際し、フランシスコは「広島市と長崎市への『恐るべき』原子爆弾の投下から、ちょうど70年を迎える」と「歴史の悲劇」に振り返り「両都市への原爆投下は70年もの長い時を経てもなお私たちに恐怖と嫌悪を誘発させる」と発言したうえで「広島と長崎への原爆投下は科学と技術のゆがんだ使用がなされたときにおきた、人間性の巨大な破壊の象徴である」と述べた。その上でサンピエトロ広場に集まった会衆へ「核兵器と大量破壊兵器の終わり」と「戦争にノー、和平にイエス」とを呼びかけた。
2018年1月1日、フランシスコは長崎市への原子爆弾投下の被害者の写真を印刷したカード配布を指示した。写真はアメリカ合衆国のカメラマン、ジョー・オダネル撮影の「焼き場に立つ少年」で火葬場で死んだ幼い弟をおぶり火葬の順番を待つ少年の姿を映したもの。カードの裏には「戦争が生み出したもの（il frutto della guerra）」との言葉と署名が印刷されている。

#### 過激派組織ISILについて
フランシスコは過激派組織ISILについて激しく非難している。2014年のアルバニア訪問での演説で「神の名において人を殺すのは重大な神への冒瀆であり、神の名においての差別は非人道行為である」と、名指しはしなかったもののISILを念頭に「宗教は暴力を正当化せず」の立場を強く示した。さらに11月のトルコ訪問においては狂信と原理主義と対抗するために「宗教間、文化間の対話」を呼びかけた、正教会とともに「キリスト教徒のいない中東を受け入れることはできない」とISILによるキリスト教徒迫害を非難した。
一方、フランシスコは8月の韓国訪問の機内で「一カ国によるものではなく国際社会がどのように介入するかを決定するのであれば」と限定を加えつつも「イラクでのISILのような、イスラム武装勢力からの宗教的少数派の攻撃を阻止するための措置は正当化される」と発言した。ISILはイラク西部からシリア北東部においてキリスト教徒のほか非イスラム教徒に改宗を強要したり追放したりしているが、この発言に対して「教皇はアメリカ合衆国によるISILへの一方的な空爆に賛成するのか」と問われると「今回のケース、すなわち不正義の攻撃が存在している事態では、不正義の攻撃を『阻止すること』は正当化されると言っただけです。『阻止する』と申したのです。『爆撃する』あるいは『戦争をする』とは申していません。『阻止する』ための手段は見極められなければなりません」と発言した。条件付きであれ「武力行使を容認する」この発言は重大なものである。「『正しい戦争』は存在しない」と、ベトナム戦争におけるパウロ6世、イラク戦争におけるヨハネ・パウロ2世のように歴代の教皇は、あらゆる武力行使すべてに反対を表明しており、フランシスコ本人も2013年のシリア空爆を非難し、平和的解決を呼びかけていた。2014年9月にバチカンは国連総会で「多国籍軍による武力行使を容認すること」を示している。

#### パリ同時多発テロ事件について
2015年11月13日にフランス・パリで発生した同時テロについて、フランシスコは電話取材に応じ「人間のすることではない。理解できない」とテロ行為を非難した。また事件について「（テロは）第3次世界大戦の一部である」と指摘した。Twitterで「パリのテロに深く悲しんでいる。皆さんともに祈りましょう」とツイートした。
テロ発生から直後の11月15日、日曜定例のお告げの祈り後のメッセージで、「私は、去る金曜日の夕方に、フランスに多くの犠牲者と流血をもたらしたテロリストの攻撃に深い悲しみを表したいと思います。フランス大統領ならびに同国民に兄弟愛による哀悼の意を表します。私はとくに命を奪われあるいは負傷した人々のご家族に寄り添いたいと思います。このような蛮行は私たちに衝撃を与え、どうしたら人間の心がこのような恐ろしいことを思いつき実行するのだろうかと、考えさせます。フランスのみならず全世界がこれに動揺しています。このような行為に対しては、人は言葉に言い表せない人間の尊厳への侮辱と非難することしかできません。こういう事件にさいして、私は強く断言いたします。暴力と憎しみで人類の問題を解決することは決してできません！神の名を正当化に使用することは神への冒瀆です！」。そして聴衆に向けて祈るよう求めた。

#### ヨーロッパの全教区に難民の受け入れを呼びかけ
ISILの紛争などで中東からヨーロッパへ難民が押し寄せている問題に関して、フランシスコは2015年に9月6日の日曜のお告げで、9月5日がマザー・テレサの帰天日であることに言及したうえで「神のいつくしみは、マザー・テレサが証ししたように、わたしたちの業を通して知られるようになる」と述べ「ヨーロッパの全教区が1家族を受け入れるように」と呼びかけた。ヨーロッパにはおよそ12万の教区があり、カトリック教会の下部教団、修道院を含めるとさらにその数は増える。バチカンも2教区を有するので2家族を受け入れることを決めた。この結果、十数万家族がヨーロッパに受け入れられることになる。フランシスコは「戦争ないし飢餓から逃れ、生きたいという望みに向かっている何万人もの難民の悲劇を目の当たりにし、福音はわれわれに対し、恵まれぬ人々や見捨てられた人々に寄り添うよう求めている」と述べ、この「全教区で1難民家族受け入れ」の運動を、2015年末から始まる「慈しみの大聖年」の具体的行動と位置付けた。フランシスコは着座直後から難民問題に取り組んでおり、北アフリカからイタリアへ渡る難民が通過・遭難することで有名な地中海に浮かぶランペドゥーザ島の訪問を行っており、EU加盟国の指導者らに「難民・移民の遭難の悲劇をもう繰り返さないように」行動をとるよう要請していた。2015年から顕著になった中東からヨーロッパへの難民の増加に関して、オーストリアでブダペスト・ウィーン間の高速道路に乗り捨てられた保冷車のコンテナから子ども4人を含む71人の遺体が見つかった事件では、8月30日の日曜日のお告げで「不幸にも移民たちは恐ろしい旅路で命を落としました。私は祈ります。兄弟姉妹の皆さんも祈ってください。とくに今日ここにいらしているシェーンボルン枢機卿とオーストリアのすべての教会には、ブダペスト・ウイーン間の高速道路の路肩に止められている保冷車の中で亡くなった４人の子どもを含む71人の犠牲者のために祈ってください。私たちは、彼らを神の慈悲にゆだね、私たちが、このような『家族たる全人類』への侮辱というべき犯罪を阻止するための効果的な協働のための神の助力を求めます」と述べ、難民が人身売買に巻き込まれたりして命を落とすことのないように呼びかけていた。

#### アメリカ合衆国とキューバの国交回復への仲介
上述のように、コンスタンディヌーポリ総主教ヴァルソロメオス1世と共同で、イスラエル・パレスチナの和平を呼びかけているほか、キューバ革命以来50年以上国交が断絶しているアメリカ合衆国とキューバの交渉の仲介を、カナダ政府とともに行った。その結果、2014年12月17日にアメリカのバラク・オバマ大統領とキューバのラウル・カストロ国家評議会議長が、それぞれテレビ演説で、アメリカとキューバの国交正常化に向けた交渉を開始すると発表し、ラウル・カストロ議長は演説の中で、「ローマ教皇庁の力添え、特にキューバと米国の関係改善に向けた、フランシスコ教皇の力添えに感謝したい」とフランシスコに謝意を述べている。

#### アルメニア人虐殺問題について
2015年4月12日、第一次世界大戦中のオスマン帝国によるアルメニア人虐殺からちょうど100年になるのに合わせて、アルメニア正教会の聖職者を招いてサンピエトロ寺院でミサが執り行われた。フランシスコは2001年にヨハネ・パウロ2世とアルメニア正教会との間で交わされた文書を引用し「20世紀最初のジェノサイドとして広く認識されている」と発言した。サンピエトロ大聖堂でのミサという公の場での教皇の発言はバチカンのアルメニア人虐殺問題に関する認識を明確に示したものと言われる。しかし、この事件に関して否定の立場をとっているトルコ共和国は直ちに激しく反発。同国外務省は駐バチカン大使を本国に召還し、さらにアンカラ駐箚バチカン大使に説明を求めた。

#### 中華人民共和国との暫定合意
中国と関わりの深いイエズス会の出身者であるフランシスコは、バチカンと対立が続いてきた中華人民共和国との関係改善を目指して訪中の意向も示し、2015年9月28日にはフランシスコ自らが中国政府との接触を認めていた。フランシスコの法王就任直後には中国側から祝電がおくられており、中国共産党総書記兼中国国家主席習近平とは、韓国訪問中にも打電で挨拶が交わされている。中国もバチカン任命の司教を認め、バチカンもピエトロ・パロリン国務長官は中国との国交樹立の意向を明言した。
2018年9月22日、バチカンは中国政府と、長年対立していた聖職叙任権について、暫定合意に至ったと発表した。フランシスコは2018年9月の合意の一環として、中国政府によって任命された司教7人を承認した。これに対してカトリック香港教区の陳日君枢機卿は「（教皇は）中国の体制を理解していない」「私が風刺漫画家なら、教皇がひざまずき、中国の習近平国家主席（党総書記）に天国の鍵を差し出して、『どうか私を教皇として認めてください』と言っている絵を描くだろう」などと批判した。中国では政府公認の宗教団体しか許されないが、これを嫌って非合法の「地下教会」に入会する信者が多く存在する。地下教会の信者は、事あるごとに弾圧を受けており、時には聖書や十字架の破棄、教会の閉鎖、信仰を放棄させる書類への署名などが日常的に行われ、時に逮捕されて刑務所に何年も収監される事すらある。フランシスコはこの地下教会の信者を念頭に「彼らはこれからも苦しむだろう」「和平合意が結ばれる時は、双方とも何かを失うのが通例だ」と語り、弾圧よりも対中関係を優先したと受け止められかねない発言をしており、中国の地下教会信者は、法王に対して失望の声が一層高まる可能性がある。

#### 2022年ロシアのウクライナ侵攻に際して
2022年ロシアのウクライナ侵攻が2月24日に始まって以来、残虐行為を止めるべく呼びかけ、働きかけている。3月16日、ロシアによるウクライナ侵攻で犠牲者が出るなか、ロシア正教会のキリル1世とオンラインで協議。2人はともに、ロシアとウクライナによる停戦協議の重要性を強調した。5月には、イタリアの日刊紙コリエーレ・デラ・セラのインタビューに応じた。記事によると、侵攻が始まって約3週間後、バチカンの外務局にプーチン大統領との会談の設定について、メッセージを送るよう頼んだという。ハンガリーのオルバーン首相が、プーチン大統領が5月9日に戦争を終わらせる計画を立てていると伝えていたとも述べている。
5月11日、一般謁見後にアゾフスタリ製鉄所を防衛するウクライナ兵の妻たちと面会。妻たちはウクライナ訪問とウクライナ兵の解放への働きかけを要請、教皇は「あなた方のために祈る」と話したという。
8月24日の一般謁見で、「モスクワで車の座席の下に仕掛けられた爆弾で吹き飛ばされた哀れな少女のことを思う。罪のない人が、戦争の代償を払っているのです！」とロシアの政治評論家ダリア・ドゥギナが同月20日に自動車爆発事件で死去したことに言及。ドゥギナは親クレムリンのメディアでコメンテーターとして活動しており、ウクライナへの侵攻を支持していたことから、ウクライナのバチカン駐在大使アンドリー・ユラシュは教皇の言葉に「失望した」と述べ、同月25日、ウクライナ外務省は教皇大使を召還した。これに対し同月30日に教皇庁は声明を出し、教皇やその協力者による数多くの介入は「牧者と信徒を祈りに、そしてすべての善意の人々を連帯と平和再建の努力に招く」ために行われており、教皇はこの問題について政治的にではなく「人間の生命とそれに関連する価値を守るため」声を上げたと解釈されるべきとした。
9月15日、訪問先のカザフスタンで軍事責任者を含むウクライナの使者から「300人以上の捕虜のリスト」を受け取ったことを明かした。同月21日、約300人を対象とする捕虜交換が実施されたことがウクライナ当局から公表されている。この交換で5月16日にアゾフスタリ製鉄所でロシア側に投降したウクライナ兵が解放された。
10月2日、ウクライナにおける戦闘の激化を憂慮し、アンジェラスの説教でロシア・ウクライナ両大統領に停戦を求めた。
11月6日、同行した記者団に対し、バチカンはウクライナで起きていることに「常に注意を払っている」と述べ、国務省は可能なことを続け、捕虜交換の手配に水面下で協力してきたことを明らかにした。また同月、イエズス会会誌「アメリカ」のインタビューに応じ、1930年のホロドモールはジェノサイドであり、今回のウクライナ侵攻については「ロシア国家が行っている侵略行為」と言及。戦地において行われている残虐行為について多くの情報を持っており、少数民族の部隊が残虐であると述べた。民間人および軍人の捕虜交換については、教皇がリストを受け取り、ロシア政府に送っている。このことでゼレンスキー大統領と複数回の電話会談を行っており、ウクライナ政府からの代表団を迎えているという。また、自身が訪問を行う場合、モスクワとキーウの両方に行くつもりであるとしている。なぜプーチン大統領の名前を挙げないのかについては「細部にこだわる人もいるが、彼の名前を挙げなくても誰もが私のスタンスを知っている」と説明した。
2024年にスイスメディアとのインタビューでロシアの侵攻を受けるウクライナに対して「白旗の勇気を示す」と発言し、ウクライナに対する降伏の呼びかけと受け止められ、ウクライナ側は強く反発した。

### 晩年の闘病生活
2020年代に入り、高齢と教皇の激務も相まって、健康状態の悪化から再度に渡り入院、治療を受けていた。
2021年7月4日にローマ市内のジェメッリ総合病院に入院し、狭窄の症状があった結腸の一部を手術した。入院中には他の患者とも交流を持ったという。治療やリハビリを経て、日曜日にあたる7月11日には病院のバルコニーから信者らを前に祈りを捧げた。7月14日に退院し、バチカンへと戻った。これが教皇に即位してから初の入院であった。
2023年3月29日に検査のためジェメッリ総合病院に入院し、呼吸器感染症と診断された。しかし体調は徐々に回復し、3月30日朝からは公務を再開。4日間入院し、4月1日に退院した。
2023年6月8日にはジェメッリ総合病院で、全身麻酔を伴う腹部ヘルニアの手術を受けた。
2025年2月14日、気管支炎をこじらせたため、検査と治療のためジェメッリ総合病院に入院。検査の結果、呼吸器に複数菌感染が認められたため、治療法の変更を要することとなった。翌18日には両肺の肺炎の初期症状が出ていることが教皇庁より発表された。医師団は21日に危機から脱してはいないものの、命に別状はないと説明。翌22日には容態が悪化し、呼吸が不安定な状況となったため酸素吸入を受けた。また同日の血液検査で貧血に伴う血小板減少症と診断され輸血措置も受けており、予断を許さない状況が続いた。23日には酸素吸入が続いているものの、緊急事態を脱したと報じられた。一方で血液検査の結果、軽度の腎不全も確認されており、一時は退院の見通しは立っていなかったが、その後は回復傾向を見せて人工呼吸器による管理も必要なくなったことから、同年3月23日に退院した。ただし肺炎の影響で呼吸が難しく、声も出しにくくなっており、少なくとも2か月は療養期間として来訪者との面会を控え、執務を制限することとなった。4月6日にサン・ピエトロ広場にて執り行われた特別ミサの終盤に車椅子に乗ってサプライズ登場し、これが退院後初めての公の場への登場となった。フランシスコは鼻に酸素チューブを装着し、弱い声ながらも挨拶を行っている。復活祭にあたる4月20日にはアメリカ合衆国のJ・D・ヴァンス副大統領と個人的に会談を行い、その後は復活祭のミサに出席した。

### 帰天

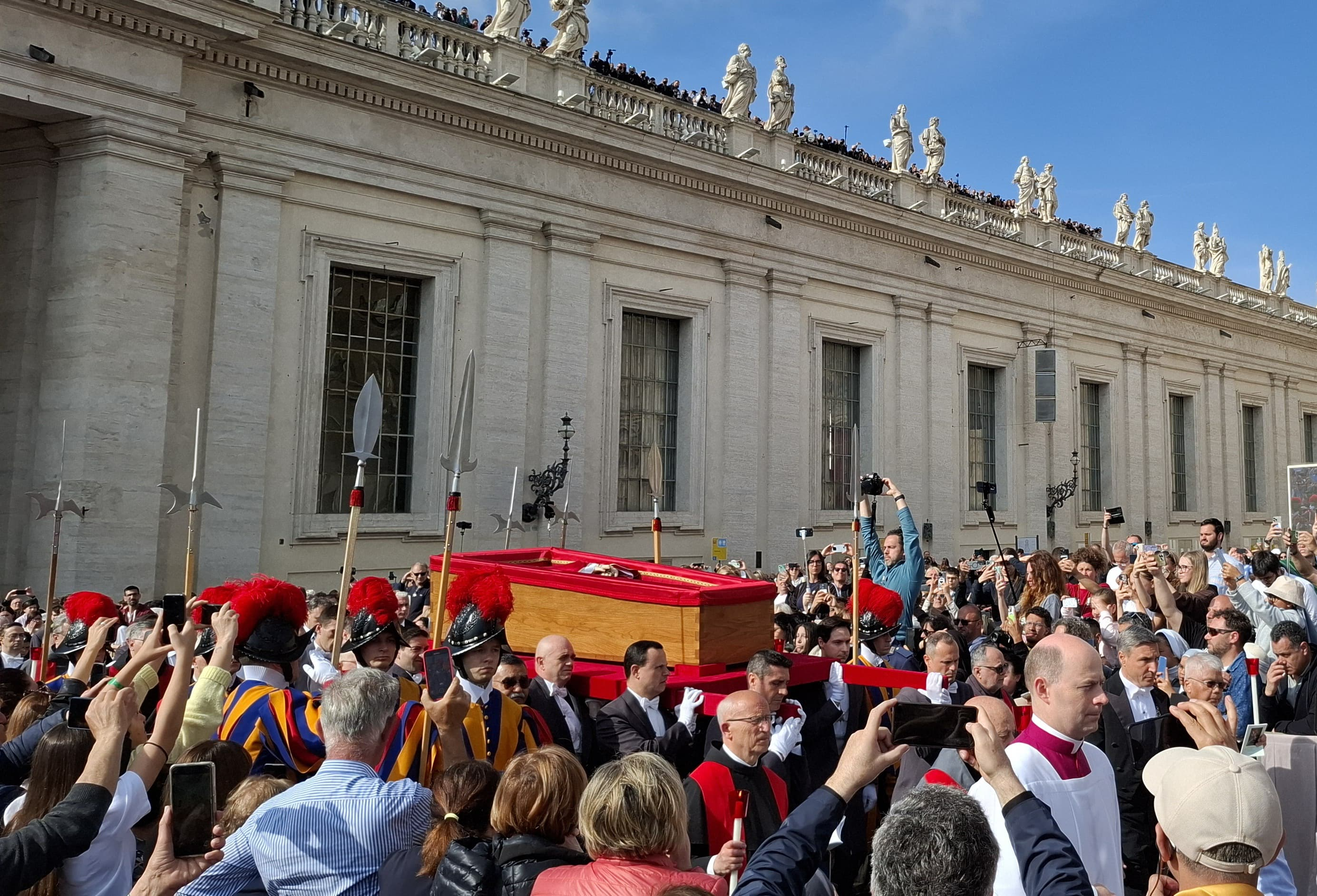
サン・マルタ館からサン・ピエトロ大聖堂に移送されるフランシスコの柩。

2025年4月21日7時35分、フランシスコが帰天（死去）したと教皇庁が発表した。88歳没。教皇儀典室は、4月23日にフランシスコの柩が聖マルタ館からサンピエトロ大聖堂に移送され、4月26日に葬儀が挙行されることを発表した。また4月21日に、フランシスコが2022年6月29日にサン・マルタ館で作成した「霊的遺言」を教皇庁は公表した。
それによると「墓碑はサンタ・マリア・マッジョーレ大聖堂 内のサルス・ポプリ・ロマーニの礼拝堂のとスフォルツァ礼拝堂の間の側廊に添付の指示のように用意されることを願う。墓は大聖堂内の床面に設けられた墓所とし、質素に、特別な装飾は一切せずに 刻銘は、『Franciscus』一行のみとすること……そして、生涯最後の苦しみは世界平和と人類間の愛に捧げる…」とあった。
教皇が「バチカン国外」に埋葬されるのは1904年にサン・ジョバンニ・イン・ラテラノ大聖堂に改葬されたレオ13世以来、121年ぶりである。
また、教皇の遺体はカタファルコ（ラテン語:catafalcum）と呼ばれる棺台に正装安置されるが、フランシスコ本人の遺言によって棺ごと大聖堂の床に直接安置された。
また棺も遺言に従いイトスギ材、鉛板・オーク材の三重構造のものではなく亜鉛板で内張しただけの簡素なものになった。4月26日に葬儀が行われ世界各国の要人が参列し、約20万人の人々が集まり、教皇に最後の別れを告げた。その後に教皇の遺体はバチカン市国からサンタ・マリア・マジョーレ大聖堂へと移され、上記の墓所へと埋葬された。

## 思想・信条
フランシスコは質素な生活を好み、アルゼンチン時代から特に貧困問題に熱心に取り組んで来た。分かりやすい言葉を選び、時にユーモアを交えた話し方も庶民的で親しみやすく、教皇選出後の初めての説教もラテン語ではなくイタリア語で行われた。また3月17日の日曜日恒例の「お告げの祈り」におけるユーモラスな説教も、信徒たちから笑いを誘った。枢機卿に任命された時には、ローマでの任命式を見に行こうとする人々に対し「任命を祝うためにローマに行くことはない。代わりに飛行機代分のお金を貧しい人々にあげて欲しい」と呼びかけた。さらに、教皇就任式を控えた時期にも、同じく母国アルゼンチンの人々に対して「ローマに来る飛行機代があるなら、それを貯金に回すか、貧しい人に寄付するかして欲しい」とメッセージを発した。インデペンデント紙は、これについて、ミュージカル『エビータ』の主題歌のタイトル「アルゼンチンよ、泣かないで」（Don't Cry For Me Argentina）をもじった「アルゼンチン人よ、飛行機で来ないで」（Don't fly for me Argentina）の見出しをつけて紹介した。
「フランシスコ」という教皇の名は、コンクラーヴェにおける彼の得票数が全体の3分の2を超え、選出が確定的になった際に、隣に座っていたブラジルのクラウディオ・フンメス枢機卿から「貧しい人々のことを忘れないでほしい」と言葉をかけられ、この時に清貧と平和の使徒であった、中世イタリアの聖人アッシジのフランチェスコの名前が思い浮かび、教皇名に選んだと本人が語っている。フランス司教団の代表であるベルナール・ポドヴァン司教によると、それは アッシジのフランチェスコの霊性を踏まえ、福音的な慎ましさと、とりわけ貧しい人々への配慮を示すものであるという。また、幼少期に、会計士事務所で働きに出された経験から「労働は人間の尊厳である」という考えを持っており、スペインのジャーナリスト、マリオ・エスコバル・ゴルデロスはマックス・ヴェーバーの『プロテスタンティズムの倫理と資本主義の精神』に近い思想だと評している。教皇就任後も世界的な失業問題に対して憂慮の念を表すとともに「労働は人間の尊厳である」との考えを示している。その思想・信条は、第2バチカン公会議の開催を実現させたヨハネ23世や「微笑みの教皇」と呼ばれたヨハネ・パウロ1世と共通しているとの期待と評価も上がっている。
前教皇のベネディクト16世が厳格な態度と博識を駆使した重厚な雰囲気の説教をしていたのに対し、新教皇フランシスコは、親しみやすい雰囲気の中で分かりやすい言葉遣いで説教をすることから、バチカンは教皇の交代から「24時間で劇的に変わった」と『ニューヨーク・タイムズ』は報じている。また、生涯のほとんどをアルゼンチンで過ごし、伝統色の強いアルゼンチンの教会の近代化に成功したとも言われている。スイス人のイエズス会司祭アルベール・ロンシャン氏は「新教皇は左派の人間ではないことを知るべきだ。優しさだけでは10億人の司牧は不可能であり、時には鉄拳をふるうこともある」と言い、人工妊娠中絶反対などの発言がそれらの現れであるとした。フリブールの国際カトリック通信社（APIC）のモーリス・パージュ氏は「新教皇は前教皇の方針の継承を表明した。改革は教会統治の分野であろう。…ベネディクト16世は世界に対して悲観的であったが、新教皇は楽観的だ。変わるとすれば世界への関わり方だ。これはヨハネ・パウロ2世着座の時を想起させる」と述べた。
しかし、ベネディクト16世が典礼の伝統を重んじ、ラテン語典礼の復活を唱える超保守派聖ピオ十世会の司祭たちに対する破門を解除したりした姿勢とは「大きく異な」り、フランシスコは、反動的な主張を掲げる「伝統派や原理主義者たち」を「主に不実な者」と呼んで、これら復古主義とは明確な一線を引く姿勢を明らかにしている。
ヘブライズムの伝統に造詣が深く、大司教時代にラビ（ユダヤ教の聖職者）のアブラハム・スコルカとの『天と地の上で』（2010年）と題する共著がある。

### アルゼンチンでの政治的立場

#### キルチネル政権との関係

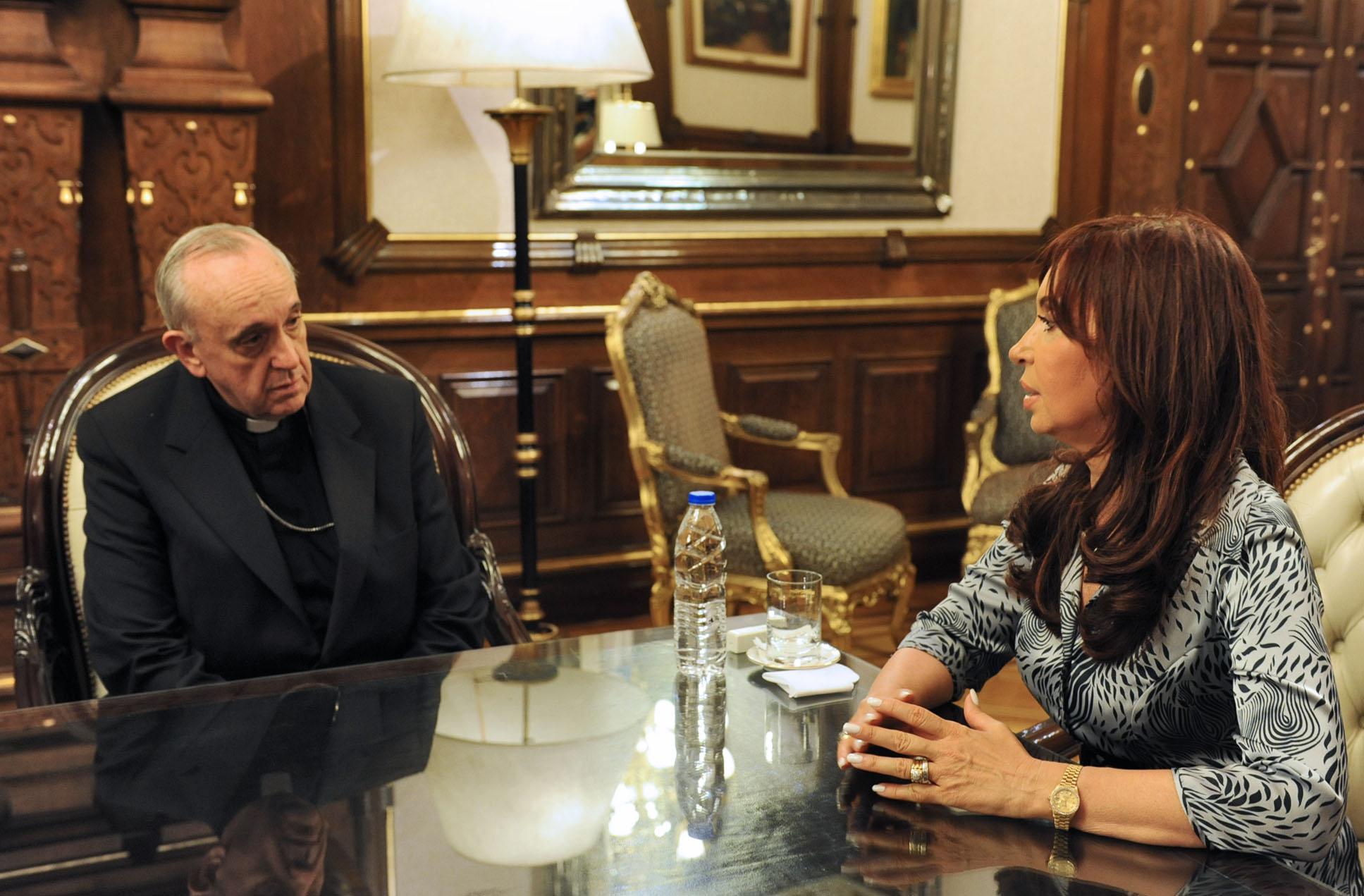
アルゼンチン司教協議会でキルチネル大統領と面会するベルゴリオ (2010年)

アルゼンチンの大統領クリスティーナ・フェルナンデス・デ・キルチネルとその夫で前任者のネストル・キルチネルの2人とベルゴリオとの間には、長年にわたり緊張関係が存在した。2人の大統領は共にリベラルな政策の推進者として知られ、学校での性教育の推奨、公立病院での避妊具の配布、性同一性障害者の性別変更の許可などを次々と実現し、2010年には、南アメリカで初めて同性結婚が合法化されている。
2003年にアルゼンチンの大統領に選ばれたネストル・キルチネルは、翌年の独立記念日にブエノスアイレスの大聖堂で催されたベルゴリオの司式によるミサに出席した。そのときベルゴリオは、大統領に対して、一層の政治的な対話を要求し、大統領の不寛容や自己顕示や声高な自己主張を批判した。そのためネストル・キルチネルは、翌年からミサに出席しなくなり、他の場所で独立記念日を祝うようになった。以来ネストル・キルチネルは、ベルゴリオを政治的なライバルとさえ見做すようになった。2007年の大統領選において当選したネストル・キルチネルの妻クリスティーナ・フェルナンデス・デ・キルチネルとの間にも緊張した関係は継続した。ベルゴリオは、2008年の農業分野による政府内紛争の過程で政府がデモ隊を支援した際に、全国民に対して和解と平和を呼びかけた。
キルチネル夫妻とベルゴリオの関係が緊張の頂点に達したのは、2010年の同性結婚合法化（7月15日成立）の時であった。2010年6月22日、ベルゴリオはブエノスアイレスのカルメル会の修道女たち宛てに文書を発行し、「これはあなたたちの戦いではなく、神の戦いである」（歴代誌下20:15）という聖書の言葉を引用して、議員らが国のために善いことをするようにと祈るよう促した。ベルゴリオの同性結婚反対キャンペーンに対し、ネストル・キルチネル前大統領はこれを「圧力」と批判し、教会の姿勢を「中世の異端審問」に属するものであると断じて激しく非難した。
2007年の「アパレシーダ文書」の発表に際し、ベルゴリオは社会問題に言及し（後述詳細参照）、中絶や安楽死は、生命と家族に対する重大な犯罪を促進するものであり、この責任は特に国会議員と政府首脳と医療従事者とに帰するものであると言明した。アルゼンチン政府はこの声明に抗議し、ブエノスアイレス人権大学のギジェルモ・ゲリンは「アルゼンチンの社会問題に関わる教会の診断は正しいが、中絶や安楽死を混ぜ込むことは、少なくとも明確なイデオロギー的違法行為の一例である」と発言した。

#### フォークランド紛争について
2012年4月にブエノスアイレスで開催されたフォークランド紛争30周年追悼ミサで、ベルゴリオは「戦没者と祖国を守るために、他国（イギリス）に強奪され、他国の物となった祖国の一部（フォークランド（マルビナス）諸島）を回復するために戦場に赴いた者のために祈りましょう」と参列者に呼びかけた。フォークランド紛争についてイギリスを批判したことは、キルチネル大統領の共感をよび、大統領はイギリスのデーヴィッド・キャメロン首相に対し、1960年の国連決議を尊重して「19世紀以来の露骨な帝国主義政策をやめるべきだ」という趣旨の公開書簡を送った。2013年にベルゴリオが教皇フランシスコとしてバチカンの国家元首になると、キルチネルは最初の国賓としてバチカンでフランシスコと会見し、フォークランド紛争の仲介を求めた。
一方ベルゴリオの教皇選出から2日後、イギリスのデーヴィッド・キャメロン首相は「フォークランド諸島からは（コンクラーヴェの）白い煙は全然見えない」と言い放ち、「謹んで教皇聖下に反対申し上げる」と前置きした上で、「フォークランド諸島の帰属をめぐる住民投票の結果、1,500人余の島民の圧倒的多数が海岸領土の英国帰属を望み、望まないものはほんのわずかでございます。これが島民が世界に向けて発したメッセージであり、島民自身による未来の選択が尊重されるべきであるものと存じます」と述べ、「アルゼンチン出身の教皇」の発言に反論した。一方で、フォークランド諸島のカトリック教徒たちは教皇フランシスコの同諸島の訪問を希望している。

### 他宗教・他教派との関係
フランシスコは、教皇選出以前から母国アルゼンチンにおいて他宗教・他教派との対話に積極的に取り組み、とりわけ、ユダヤ教・イスラム教・プロテスタント福音派等との間に信頼関係を構築することに貢献してきた。

#### ユダヤ教

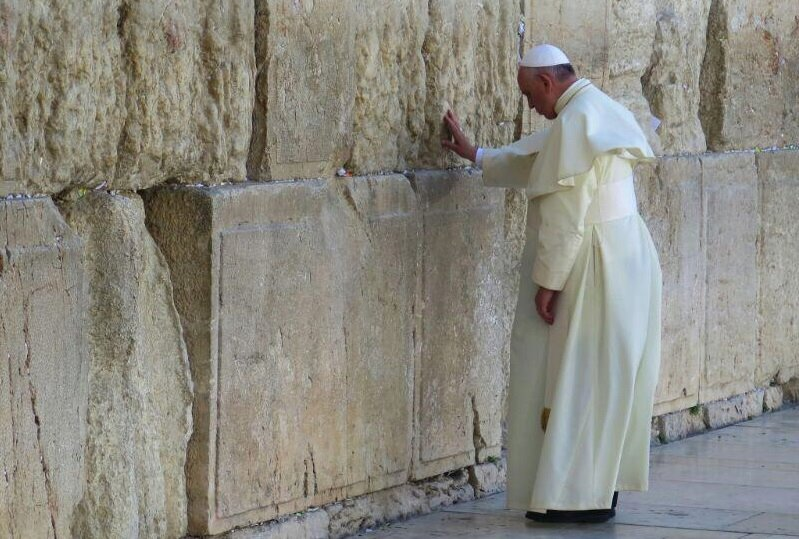
嘆きの壁で祈るフランシスコ（2014年の中東訪問にて）。

ベルゴリオはアルゼンチンのユダヤ教コミュニティと親密な関係を築いており、2007年にはブエノスアイレスのシナゴーグで行われたユダヤ教のローシュ・ハッシャーナーに出席している。ベルゴリオがこの訪問に際しユダヤ教徒らに「兄であるあなた方と共に」自身の心を見つめるために訪れたと述べた。
1994年にブエノスアイレスでユダヤ教コミュニティー・センター爆破事件が発生し犠牲者85人の惨事となったが、ベルゴリオはこの事件の11周年となる2005年に、未だ解決されていないこの事件に関して正義の実現を求める文書に署名した一人である。
2010年10月には再建された際にも、ベルゴリオは AMIA ビルを訪問しユダヤ教の指導者らと会談している。
ベルゴリオと共にユダヤ・カトリック共同の貧困者救済活動を行ったときの様子を回顧し、世界ユダヤ会議の元議長イスラエル・ジンガーは、「誰もが椅子に手をやり座るときに、ベルゴリオだけは椅子を取らず地べたに座ったこと」を思い出して、ベルゴリオの謙遜が特に印象的であったと記している。
2012年にはブエノスアイレス・メトロポリタン大聖堂で水晶の夜追悼記念式典を共同で開催した。
イスラエルの『エルサレム・ポスト』は、「ヨハネ・パウロ2世は、ユダヤ人のいる祖国ポーランドで幼少期を送り、ホロコーストによってユダヤ人コミュニティが失われた祖国ポーランドで大人になった。ヨハネ・パウロ2世と違い、新教皇フランシスコは、実生活においてブエノスアイレスのユダヤ人社会とも良好な関係を維持してきた」と論評した。
また、キリスト教諸国における反ユダヤ主義に対して厳しい目を向けてきた米国最大のユダヤ人組織名誉毀損防止同盟（ADL）では、エイブラハム・フォックスマン会長自ら声明を発表し、「フランシスコ教皇の選出は、カトリック教会の歴史の上で意義ある瞬間」であり、教皇のこれまでの「経歴には未来に関して我々を安堵させるものがある」として、キリスト教とユダヤ教の友好的関係の構築に対する新教皇のこれまでの尽力を称賛した。

#### イスラム教
ベルゴリオは、アルゼンチンのイスラム教徒と対話をし、イスラム指導者との間に信頼関係を築いてきた。ベネディクト16世がイスラム教を非難する発言をした時には、「教皇の発言には私の意見は反映されていない」と一線を画し、さらに「ヨハネ・パウロ2世が20年かけて築いてきたローマ・カトリック教会とイスラム教徒の信頼関係を、ベネディクト16世は20秒間の発言で破壊した」と強く批判した。
アルゼンチンのブエノスアイレスのイスラム共同体の指導者は、ベルゴリオが「いつもイスラム共同体の友人としての態度を見せ」、「宗教間の対話以上のもの」を有していることを指摘してベルゴリオの教皇選出を歓迎した。ベルゴリオはアルゼンチンのモスクと神学校の両方を訪問し、イスラム布教指導者のシェイク・モフセン・アリー師にカトリック教会とイスラムコミュニティーの関係を強化することを呼びかけた。アルゼンチン共和国イスラムセンター (CIRA) 総長のスメル・ヌフリ師は、これまでのベルゴリオの行動から、イスラムコミュニティーが彼の教皇選出に「宗教間の対話の強化に対する喜びと期待」を持っていると述べた。ヌフリは10年以上にわたる CIRA とベルゴリオとの関係が、キリスト教徒とムスリムの対話構築を寄与してきたと発言した。

#### プロテスタント
アルゼンチン人のルイス・パラウなどプロテスタント福音派の指導者らは、ベルゴリオの友人でもあるブエノスアイレス大司教座の財務管理者が福音派の信徒であることを指摘し、福音派と友好的な関係にあるベルゴリオの教皇選出を歓迎した。パラウによれば、ベルゴリオは、福音派の友人たちとくつろいでマテ茶を飲んだりするだけでなく、聖書を読んだり、共に祈ったりすることもあるという。ルイス・パラウは、福音派との関係について言及し、ベルゴリオが、両者の「架け橋を作り、敬意を示し、イエスの神性、処女受胎による降誕、磔刑後の復活、そして最後の審判での再来というカトリックと福音派の間の信仰上の共通点、また両者の相違点をも知る」者であるとしている。さらにパラウは、ベルゴリオの教皇選出により「両者の緊張は和らぐだろう」と予想している。
他の福音派の指導者らも、アルゼンチンにおけるベルゴリオと福音派との関係に触れ、ベルゴリオが「プロテスタントを良く理解する」者であるという理解において一致している。カトリックとプロテスタントの間の分断は、圧倒的にカトリックの多いアルゼンチンの家族でも時に見られ、教派間の対立の問題は、極めて重要な人間的課題である。しかし、「フランシスコが教皇に選出されることによって、プロテスタントとカトリックの間の違いについて、家族の間で、いっそう融和的な雰囲気のなかで対話が出来るようになるだろう」と、福音派の指導者たちは、ベルゴリオの教皇選出を歓迎している。

### 宗教間の対話
ベルゴリオはまた、開放的な場で相互に敬意を払うことこそ、異なった宗教の相手から学ぶための不可欠な前提であるとし、ラビ（ユダヤ教の聖職者）のアブラハム・スコルカとの対話集『天と地の上で』の中で、以下のように述べている。
ブエノスアイレスの宗教的指導者たちは、ベルゴリオが「ブエノスアイレスの大聖堂を異なった宗教の儀式のために開放した人物」だと評した。2012年11月にベルゴリオは、中東の平和を祈るために「ユダヤ教、イスラム教、福音派、正教会の信仰の指導者ら」を大聖堂に招いた。各宗教指導者らは、2013年の報道機関向けの共同声明のなかで、ベルゴリオが「他宗教との対話のための深い度量の持ち主」であり、枢機卿が「宗教間の分裂を修復させることがカトリック教会の大きな役目の一つと考えて」いると評した。

### 教皇の職責について

#### 教皇の生前退位について
フランシスコは名誉教皇ベネディクト16世の生前退位という異例の事態によって、教皇に着座したが、彼は名誉教皇の決断を「偉大な決断である」と称賛した。医療の発達などで人間の寿命は延びたがそれに伴い心身の自由の利かない時間も増えたことに言及し「私もベネディクト16世に倣うつもりである。しかしそれがいつのことになるかは神の助言を乞う」と自身も教皇の任に堪えられないようになったときには、教皇の座を去ることを明らかにした。さらに2014年12月には2024年夏季オリンピックのローマ招致運動を進めるイタリアオリンピック委員会のメンバーと選手らとあった時には「友よ2024年夏季オリンピックのローマ招致成功を神に祈ります。しかしその時には私はローマにいないでしょうが、みなさんに神の祝福があらんことを」と退位の時期を示唆した。

#### パパモビルと警護について

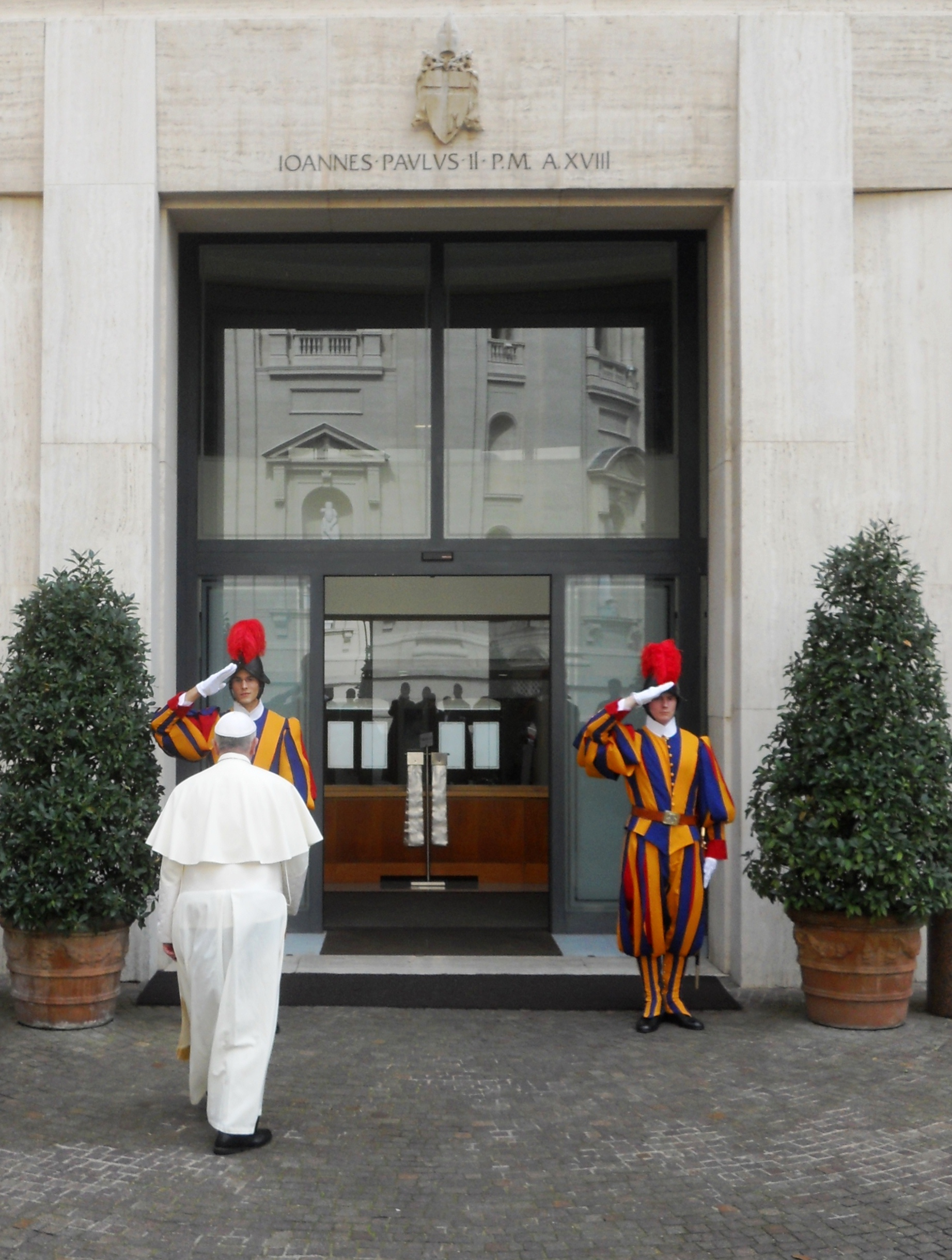
サン・マルタ館に入る教皇フランシスコと同館を警護するスイス衛兵。

フランシスコは、パパモビルの防弾ガラスを自分と信徒を遮断する「壁」と呼び、警護には防弾ガラス張りのパパモビルの必要性を認めつつも「イワシの缶詰」のような車に閉じ込められては、私は信徒に挨拶も愛することを伝えることもできないと、パパモビルを使用した警護を好まないと発言している。そして現実問題として私の身に何か（cf．ヨハネ・パウロ2世狙撃事件）が起きたとしても、年齢的に見ても失うものは少ない。ボディーガードにより、信徒と隔てられるより、命の危険を冒してでも、信徒の間近にいたい意志を表明している。
教皇の身辺警護をするバチカンのスイス衛兵に関しては、一晩中起立で警護する衛兵を気遣い、椅子とパニーノを用意し「あなたが守る人が座れと言っているのです」と椅子に座らせ、パニーノを食べさせたことがある。

## 教え
著書『天と地の上で』における言説については「教皇フランシスコの神学」を参照

### 福音と司牧

#### イエス・キリストとの出会い
枢機卿に対する最初となる説教で、新教皇はイエス・キリストの存在の内に歩むことについて話し、枢機卿らと信徒に教会の使命と「イエスとの出会い」を強調した。
教皇は説教で「私たちは歩みたいように歩み、多くのものを構築できます。しかし、イエス・キリストを告白しないならば、物事はうまくいきません。私たちは福祉活動を行うNGOにはなれるかもしれませんが、主の花嫁である教会にはなれません」と強調した。続けて、狡猾に誘惑し信仰者を堕落させる悪魔を引き合いに出し、レオン・ブロワの「主に祈らない人は、悪魔に祈る」を思い出すとした上で、「誰でも、神に祈らない者は悪魔に祈っているのです。なぜなら、キリストを告白しないならば、悪魔の世俗性、悪魔的な世俗性を告白しているからです」と述べた。
「霊的な世俗性」の拒絶というテーマは、教皇選出以前からベルゴリオの教えのライトモティーフである。世俗性とは「自己を中心に据えること」であり、「教会にとって、そして教会にいる私たちにとって最大の危険である」と言った。

#### 神の慈悲に対する応答としての道徳
ベルゴリオは、何よりもまず「キリストとの出会い」の文脈のなかで道徳というものを見ていた。ベルゴリオによれば、キリストとの出会いは、慈悲によって出来したものであり、「出会いのあとイエス・キリストが私の罪に対して与えてくださった慰めが格別なものとしていまも私の内に残され」ているとしている。「慈悲に対する応答」としての新しい道徳という観点が打ち出されるのは、そのためである。このような道徳のあり方は、ひとつの「革命」であり、「予測不可能で驚くべき『一方的な』慈悲」に対する「意志的な努力を伴わない、素朴な応答」であったと、ベルゴリオは指摘する。
『ジェズイット』と題する自伝のなかで、17歳の頃、まだ学生であった自身の生き方を変えた出来事について、こう述べている。

#### 福音宣教の転換
教皇は枢機卿らに対する最初の演説のなかで、新しい福音宣教をテーマとして挙げ、「聖霊がその力強い息吹と共に神の教会に耐え忍ぶ勇気を与え、福音宣教の新しい方法を探し出す」ことができるようになることを念願していると語った。
この福音宣教に関するテーマは、これまでも折に触れて扱われてきたものであり、以前からベルゴリオは、「司牧のモードの転換」や、「大いなる創造」を伴って「教会の内部の生活の見直すこと」について語ってきた。ベルゴリオは、教会が受け身の態勢で顧客を待っていては福音宣教などおぼつかないとし、また福音宣教というものが人々の多様な期待と新たな感性に反応せず、古い形態のままであってはならないと見做している。ベルゴリオは、信仰を規制する教会から、進んで発信し、信仰を督励する教会となるよう、司牧のあり方の積極的転換を求め、信徒と聖職者の更なる協働に対しての自覚を促している。

#### 女性と青年の役割
教皇は2013年4月3日の一般説教で、イエスの架刑と復活を間近で目撃してその証人となった、聖母マリアやマグダラのマリアなど聖書での女性の役割について注意を喚起しながら、信仰活動における女性の先導的役割を力説し、併せて青年たちの信仰的情熱への期待を語った。
教皇就任後、2013年7月のブラジルでのワールドユーズデーでは若者に対し「キリストを告げ知らせに出かけるとき、わたしたちに先立ち、わたしたちを導いてくださるのはキリストご自身です」と説教した。一方、ブラジルからの帰りの機内での記者会見で、女性聖職者については「教会は女性聖職者について否定してきたが、依然として扉は閉められている」と、ローマ・カトリック教会における女性聖職者については否定的な認識を示した。
2016年5月12日、教皇は女性が聖職に就く可能性を検討する委員会を設置する方針を示した。司祭の1つ下の階級に当たる助祭職に女性が就くことが可能であるかを検討すると約束した。

#### 独身制
枢機卿時代の2010年にラビのアブラハム・スコルカと共著した『天と地の上で』の中で、ベルゴリオは司祭の独身制についてこのように語っている。
ベルゴリオは同時に、規律は厳格に守られなければならず、従えない司祭は教皇庁から去らねばならない、と強調している。

#### 小児性愛問題
教皇は決意をもって聖職者における小児性愛者による虐待問題と戦うと宣言した。バチカンは「教皇はとりわけ修道会に対し、ベネディクト16世が確立させた路線を継続し、性的虐待事件に対し断固たる態度で行動するよう要求した」と声明で述べている。教皇は「独身制が小児性愛を生むといった考えは忘れ去られてよい」と述べ、独身制と小児性愛との関係性を一切退けている。彼はこのように述べている。
教皇は、虐待について信憑性のある告発がなされた司祭に対して強硬路線を取ることを提案し、ベネディクト16世と同様、この問題への答えはゼロ・トレランス方式以外にないと述べ、前教皇が事件を把握しながら加害者の神父の処分を見送っていたなどの批判を浴びた事態を重く受けとめて、「性的虐待の被害者を保護するとともに、罪を犯した者に厳正な法的手段をとること」を求めた。

#### 幼児洗礼問題
2012年5月、ベルゴリオは、シングルマザーの子供に対する幼児洗礼を拒否するアルゼンチン人司祭らに対し、「グノーシス主義の偽善的ファリサイ派」であり、人々を救いから遠ざけていると断言した。婚外子を秘跡の対象外として遠ざけることは一種の「新教権主義」であると厳しく批判し、秘跡を自分たちの権限の誇示のための道具にしているとの見方を示した。ブエノスアイレス大司教として、司祭たちを敢えて洗礼の秘跡から遠ざけられた家族のもとに派遣するとともに、律法主義的な偽善を克服する積極的提案の一環として、『宣教の鍵としての洗礼』と題した小冊子（共著）を上梓した。

#### 離婚・再婚について
カトリック教会は離婚を認めないが、実質的な離婚として婚姻無効制度がある。フランシスコは婚姻無効訴訟の手続きを簡素化、迅速化した。また無償化も推進している。破綻した婚姻関係について、過去約3世紀の間に教会が見直しを行った中で、最大の改革となった。
世俗法上の離婚者が、教会による婚姻無効判決を経ずに再婚することは、教会法上は重婚に当たる罪となる。このような状況の信徒に対しては、聖体拝領を認めないというのがカトリック教会の立場である。フランシスコは使徒的勧告『愛のよろこび』において、このような状況の信徒に対する繊細な司牧の必要性を強調している。

### 社会教説

#### 貧困と経済的不平等について

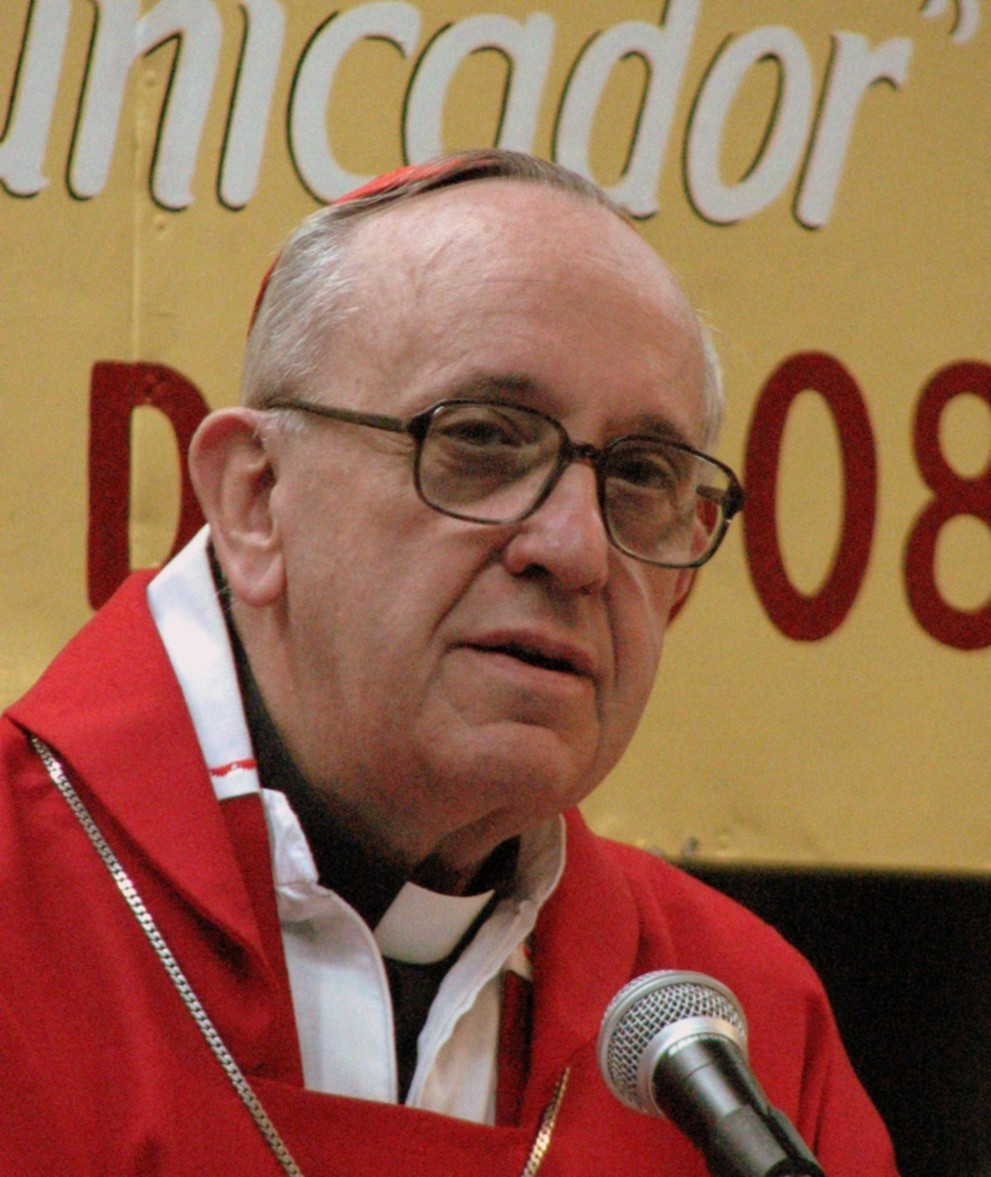
カトリック教会図書展におけるベルゴリオ (2008年)

2007年のラテンアメリカ司教会議において、ベルゴリオは「私たちは世界で最も不平等な地域に暮らしており、最も豊かな土地であったが無残に没落した」 と言い、さらに「財の不当な分配が解消されずに、天に向かって悲鳴をあげるような社会的に罪といえる状況が作り上げられ、我々の多くの兄弟たちが充実した人生の営みを妨げられている」と、大きな社会的格差の放置を非難している。2009年9月30日にベルゴリオはアルヴェアル・パラス・ホテルでサルバドール大学大学院により組織された会議で「われらの時代の社会的負債」と題した演説をした。そこで彼は「極端な貧困」と「大きな経済的不平等を引き起こしている不当な経済構造」が人権を蹂躙していると述べ、1992年のラテンアメリカ司教協議会 による「サント・ドミンゴ文書」を引用した。ベルゴリオは社会的債務を「不道徳で、不公平で非合法なのもの」として批判した。
ブエノスアイレスでの48時間の公務員のストライキが起こったときには、「過酷の労働条件で迫害されている貧しい人々と正義からの逃走に喝采している裕福な人々」を比較し、後者に反省を求めた。
2002年の経済危機のときには「自らの特権と過剰な富を非道な方法で獲得し、その財産の維持のために」腐心している権力者を批判した。2010年5月、アルゼンチンの貧しい人々に向けられた演説のなかで、ベルゴリオは、つぎのような発言で富裕層に再考を求めた。「あなたがたは、貧しい人々のことを考えることを拒んでいます。私たちには、貧しい人々を度外視する権利や絶望した人々が手に取った武器を取り上げる権利はないのです。私たちは母のなる祖国の記憶を取り戻さなければなりません」。 2011年にベルゴリオは「この街がその使い方を熟知し毎日服用している麻薬があります。それは贈収賄と呼ばれるものです。この麻薬によって良心は麻痺し、ブエノスアイレスは贈収賄の街とでも言うべきものになってしまいました」と慨嘆し、ブエノスアイレスの工場における労働者の搾取とホームレスの放置を、奴隷制度の今日的形態として非難した。
教皇着座後の2014年6月11日の一般謁見において教皇フランシスコとして彼は「世界中の子どもたちの強制労働」について言及し、上記のように、強制労働下の子どもたちは「さまざまな形態の奴隷の状態に置かれ、搾取を受け、虐待や栄養失調、差別にも苦しんでいます」と上記のあるとおり、児童労働は「今日的な形態の奴隷制度」の一つとの認識を示した。そしてILOが作成した「児童労働に対するレッドカードキャンペーン」の赤い表紙の冊子を示し「児童労働にレッドカードを出すように」信徒らに促し、翌6月12日が国連の「児童労働に反対する世界デー」に当たることを指摘した。
カトリック教会のエイズ患者に対する努力の一環として、彼は2001年にホスピスを訪問したことをよく覚えていた。そこでは彼は12人のエイズ患者の足を洗い、その足に接吻した。

#### アパレシーダ文書
2007年 ブエノスアイレス大司教であったベルゴリオは、ベネディクト16世の委嘱を受けて、「アパレシーダ文書」と呼ばれるラテンアメリカの司教の共同声明を発表し、アルゼンチンの社会問題をとりあげた。同文書の中でベルゴリオは、ラテンアメリカで最も安価なものが「生命」である事実に教会は慄然とすると述べ、それが故に、アパレシーダ文書では「生命」に最も頻繁に言及したと記している。

##### 児童虐待と人身売買について
児童虐待の問題を軽んじるラテンアメリカ地域の文化的風土を非難するベルゴリオは、「アパレシーダ文書」の中で、児童虐待を「人口統計学上のテロ」であると糾弾し、「子どもたちは残虐に扱われ、教育も受けられず、充分な食事も与えられていません。そして少女たちは、売春を強いられた挙句に捨てられているのです」と指摘して、貧しい家庭の子供たちの悲惨な境遇に目を向けるべきだとしている。
2011年ベルゴリオは、ブエノスアイレスでの児童の人身売買と性的搾取を、以下のように糾弾した。

##### 妊娠中絶、安楽死と高齢者問題について
ベルゴリオは、自己決定権運動が「死の文化」と説明される以前から、聖職者と一般人に妊娠中絶と安楽死に反対するように呼びかけ、アルゼンチンでの避妊薬の無償配布に反対していた。ベルゴリオは大司教として、キルチネル政権の避妊薬の無償配布制度の創設と施行に対して公に反対を唱えた。「アパレシーダ文書」ではカトリック的価値観に基づき、妊娠中絶と安楽死について、聖体拝領を受ける際の信徒の義務に絡めてこれを論駁した。
ただし、かつては破門であった妊娠中絶について、すべての司祭にゆるしの秘積において赦しを与える権限を与えた。
ベルゴリオはまた、人間を単に労働力とのみ見做し、年をとったせいで価値のないものとして老人たちが使い捨てられる現代社会のあり方を「姥捨て文化」と呼んで強く非難した。

#### 同性愛について
同性結婚には反対しており、それを「悪魔の動き」であるとしている。2010年のアルゼンチンの同性結婚を認める法律導入には反対し、それを「人類学的な先祖返り」であるとして、ベルゴリオは以下のように述べた。
教皇着座後の2015年にはスロバキアで同性結婚をめぐる国民投票が行われたが、この際にも同性結婚に関して同様の主張をした。この結果スロバキアでの同性結婚は否決となった。2015年5月にアイルランドで同性婚を問う国民投票が行われ、賛成票が上回り同性婚が合法になると、バチカンは「人間性の敗北」と声明を出した。フランシスコは「すぐに結婚をしないように」と警告した。
しかしベルゴリオは、同性愛を本質的に不道徳とする教会の教義を肯定しつつも、「同性愛者の権利を擁護し、シビル・ユニオンを後押しする」として、同性愛者の権利擁護を訴えるなど、従来の教会にはなかった、現実の生きる場における人権への強い配慮を見せている。教皇就任後の2013年7月、ブラジル外遊の帰路の会見では「私は同性愛者を『裁く』立場にない」と言明した。
2014年10月にバチカンで開催されたシノドス臨時総会では同18日に「家族」に関する最終報告案を出したが、同13日には改革派の聖職者によって「同性愛者はカトリック社会恩恵をもたらす」との文言が盛り込まれた暫定報告書が作成された。しかし保守派は教理省の「同性婚を、神が定めた結婚や家族と類似のものとする理由は、全くない」との文書を根拠とした「同性愛者については敬意と配慮をもって迎え入れなければならない」という従来のカテキズムのあまり違いのない内容で対抗した。しかしどちらも採択に必要な3分の2の支持は得られなかった。フランシスコは採択されなかった報告書の公開という異例の措置をとった。そして同19日のパウロ6世列福式のためのミサにおいてフランシスコは同性愛、避妊などについて言及し「神は新しいことを恐れていない」と励ました。
2016年6月26日にはアルメニア訪問からの帰国途上の機内で、キリスト教徒やローマ・カトリック教会はこれまでの同性愛者の人々に対しての待遇を謝罪し、許しを請うべきだと語った。この発言は、フランシスコ教皇の下でバチカンが同性愛者のコミュニティーに対し、より融和的なアプローチを取ろうとしている可能性を初めて示唆したと捉えられている。だが、教会内の保守派からは直ちに批判の声が出ている。
2020年にも、同年公開されたドキュメンタリー映画「フランチェスコ」の中で、同性カップルを法的に保護するシビル・ユニオンを整備するべきだと明確に発言した。
一方、2021年にはイタリア議会で審議中のホモフォビアを法的に処罰する法案について「カトリック教徒の信仰の自由を抑制する」として異例となる抗議文章を送付した。

#### 環境問題
フランシスコは環境問題に対して懸念を示した。
2015年に発表した回勅『ラウダート・シ』では、科学的根拠と宗教的観点を交えて地球温暖化の危険性を訴えた。
2019年、エコサイドを平和に対する罪であると宣言した。
2023年に発表した回勅『ラウダーテ・デウム』では、地球温暖化に対する緊急の行動を呼びかけ、気候変動否定論を非難した。

## 「汚い戦争」をめぐる論争
アルゼンチンは1970年代から80年代にかけて軍事政権の支配下にあり、汚い戦争と呼ばれる大規模な白色テロで多くの犠牲者が発生した。軍事政権により拉致、拷問された2人の司祭に関して、当時イエズス会のアルゼンチン管区長であったベルゴリオ枢機卿の責任を問う声がアルゼンチン国内に存在する。
イエズス会の司祭で解放の神学に賛同していたオルランド・ジョリオとヤーリチ・フェレンツは、1976年5月、ブエノスアイレスのスラムから当時収容所として利用されていた海軍施設に連行された。この施設では政治犯5,000人が殺害されている。2人はこの施設で5か月間拷問などを受け、10月にブエノスアイレス郊外で半裸かつ薬で朦朧とした状態で解放された。
「汚い戦争」に関する著作で知られているジャーナリストのオラシオ・ベルビツキは、著書『沈黙』において、ベルゴリオが先の2人の貧困者支援活動を後援する一方で、政治的左派に影響を受けていた彼らの社会運動に関する懸念を軍事政権に伝えており、2人が身の危険を感じベルゴリオの庇護を求めた際もそれに応じなかったと主張している。しかし、イエズス会ドイツ管区は、その声明において、2人が当時ベルゴリオによりイエズス会を追放されたというベルビツキの記述に由来する報道を否定している。
このベルビツキの主張に関しては、多くの異論も存在する。ブエノスアイレス・ヘラルド紙の記者だったイギリス人のロバート・コックスは、ベルビツキの主張は誤りではないが、当時の危険な状況におけるベルゴリオの立場も考慮するべきだと指摘している。コックスは、ベルゴリオは2人を軍事政権に引き渡すことなどはしていないが、同時に保護したり声を上げることもなかったと述べている。1980年にノーベル平和賞を受賞したアドルフォ・ペレス・エスキベルもまた、コックスの見方に同意し、ベルゴリオには充分な勇気がなかったと言えるかもしれないが、軍事政権と協力したことはないとの見解を披瀝している。
軍事政権下の国家犯罪を追及している弁護士のミリアム・ブレグマンは、ベルゴリオが2人に関する裁判に消極的だと批判しており、オルランド・ジョリオの家族や汚い戦争の犠牲者の家族団体の創設者は、ベルゴリオ枢機卿の教皇選出に不満の色を見せている。
一方でベルゴリオの行動を肯定ないし称賛する者も存在する。ベルゴリオの伝記『ジェズイット』の共著者であるフランチェスカ・アンブロジェッティは、ベルゴリオが軍事政権の指導者ホルヘ・ラファエル・ビデラや収容所の責任者であった海軍長官のエミリオ・エドゥアルド・マセラに面会して善処を求めるなど、ベルゴリオは、当時置かれた状況でできうる限りのことをやった「英雄」であると述べている。
2005年に行われたインタビューにおいてベルゴリオは、2人の誘拐の一報を聞いて直ちに行動にうつり、ビデラとマセラに2人の釈放を求めたと答えている。ローマ教皇庁の広報局長は、ベルゴリオは「独裁政権下で人々を救うために尽力し」ており、先の告発は信頼できず、彼がアルゼンチンの司法当局から罪を問われたこともないとコメントしている。またこのような批判は、カトリック教会の信用失墜を狙った中傷であると主張している。
2013年には、ヤーリチ・フェレンツ自身が、「オルランド・ジョリオと私は、ベルゴリオ神父によって告発されたことはない」として、ベルゴリオの責任および関与を明確に否定した。ベルゴリオに助けられた人々の証言記録集『ベルゴリオズ・リスト(Bergoglio's List)』が出版されている。

## 人物・逸話

### 庶民感覚
質素な生活を好むベルゴリオは、普段の移動の際にも地下鉄やバスといった公共交通機関を利用し、バチカンへ向かう飛行機もエコノミークラスを利用していた。
ブエノスアイレスでいつも新聞を宅配してくれていた新聞販売店の店主のダニエル・デル・レグノに、「ダニエルさん、枢機卿のホルヘです。ローマからかけています。いつも新聞の宅配をありがとうございます」と直接電話し、「ローマに滞在することになった」から新聞の宅配を停止してくれるよう依頼した。3月26日にAFPの取材に応じた同店主によると、ベルゴリオは「3週間ほどで帰ってくる」と言い残してローマに出発したが、大司教（枢機卿）が教皇に選出されたので、これまで枢機卿が購読していた『ラ・ナシオン』紙についてどうすべきか地元の教会関係者に照会しようとしていた矢先の電話だったという。店主とベルゴリオの関係は、仕事上というより個人的なもので、息子の洗礼を授けてもらったという。電話を受けた当初はイタズラ電話だと思ったが、本当にローマ教皇からの電話だとわかると、「感動のあまり涙があふれ言葉が出なかった」と店主は語っている。
フランシスコはローマのイエズス会本部にも、アドルフォ・ニコラス師へ「教皇選出祝いの返礼のため」に自ら電話をかけており、電話を受けたイエズス会の職員を驚かせた。教皇就任後も秘書官を通じてではなく、一般信徒にも直接自ら電話を掛けるフランシスコに、電話に出た信徒らが感動のあまり言葉を失うために、イタリアの主要紙コリエーレ・デラ・セラが「教皇電話対策マニュアル」を掲載したほどである。
ブエノスアイレス大司教区で部下だったフェデリコ・ワルスは、「本当に質素な方。自動車も携帯電話も持たず、新聞も靴下も自分で買う。いただいた贈り物は全て貧しい人にあげる。大好物のチョコレートぐらいは食べたかもしれませんが」と語る。住居に隣接するビジャソルダティ地区のスラム街に「十数年間、電車と地下鉄を1時間乗り継ぎ、ふん尿の臭いが漂う道路を歩いて通い」、ホームレスや外国移民の生活向上に尽力した。「必要なのは愛と平和だけ」というのが信条で、集会では「枢機卿（カルデナル）」と呼ばれるを嫌い、「神父（パドレ）」と呼んでくれと述べるという。
あまり派手な送迎は好まず、その地で一般販売されているファミリーカーなどに搭乗して移動を行い、近隣のハンバーガーショップを控室に充てるなど滞在先でも待遇に頓着しない人物である。

### 幼年の求婚と司祭への道
2013年現在ブエノスアイレス在住のアマリア・ダモンテという女性は、子供の頃にホルヘ・ベルゴリオ少年と同じフローレス地区に住んでいた幼なじみである。同女性によると、彼女とベルゴリオ少年が12歳の頃、彼女はベルゴリオ少年から「君と結婚したときに買う家」として赤い屋根と白い壁の絵を描いたラブレターをもらった。ベルゴリオ少年は「結婚できなければ司祭になる」と言ってアマリアに求婚したが、ラブレターはアマリアの両親に破り捨てられ、返信しようとした彼女はその父親に殴打された。その後は彼女と会うこともできないまま、ベルゴリオ少年は聖職者の道を歩むことになったという。彼女自身はそれを「恋愛というには幼い頃の単なる経験」としている。

### 文学と芸術
文学や哲学に関する読書は広範にわたるもので、ドイツ・ロマン派の詩人ヘルダーリンの詩を暗唱し、ドストエフスキーの作品を愛好していた。ブエノスアイレス大学の学生時代には、アルゼンチン現代文学を代表する作家ホルヘ・ルイス・ボルヘスの講義も聴講した経験もあり、作家と親交のあったベルゴリオは、インマクラーダ学院で文学を教えていた時代に、生徒たちに書かせた作品の序文を書いてもらった。神学分野では、ロマーノ・グアルディーニや、かつて指導を受けたヨーゼフ・ラッツィンガー、ウルス・フォン・バルタザールなどの著作に傾倒していた。寝室に向かう廊下の前にはアッシジのフランチェスコの肖像画が掛かり、居室にはリジューのテレーズに捧げられた白い薔薇を生けた花瓶があって、悩みを抱えたときは聖女に執り成しを願うという。美術ではマルク・シャガールを愛好し、最も好きな画は『白い磔刑』である。

### サッカーと映画

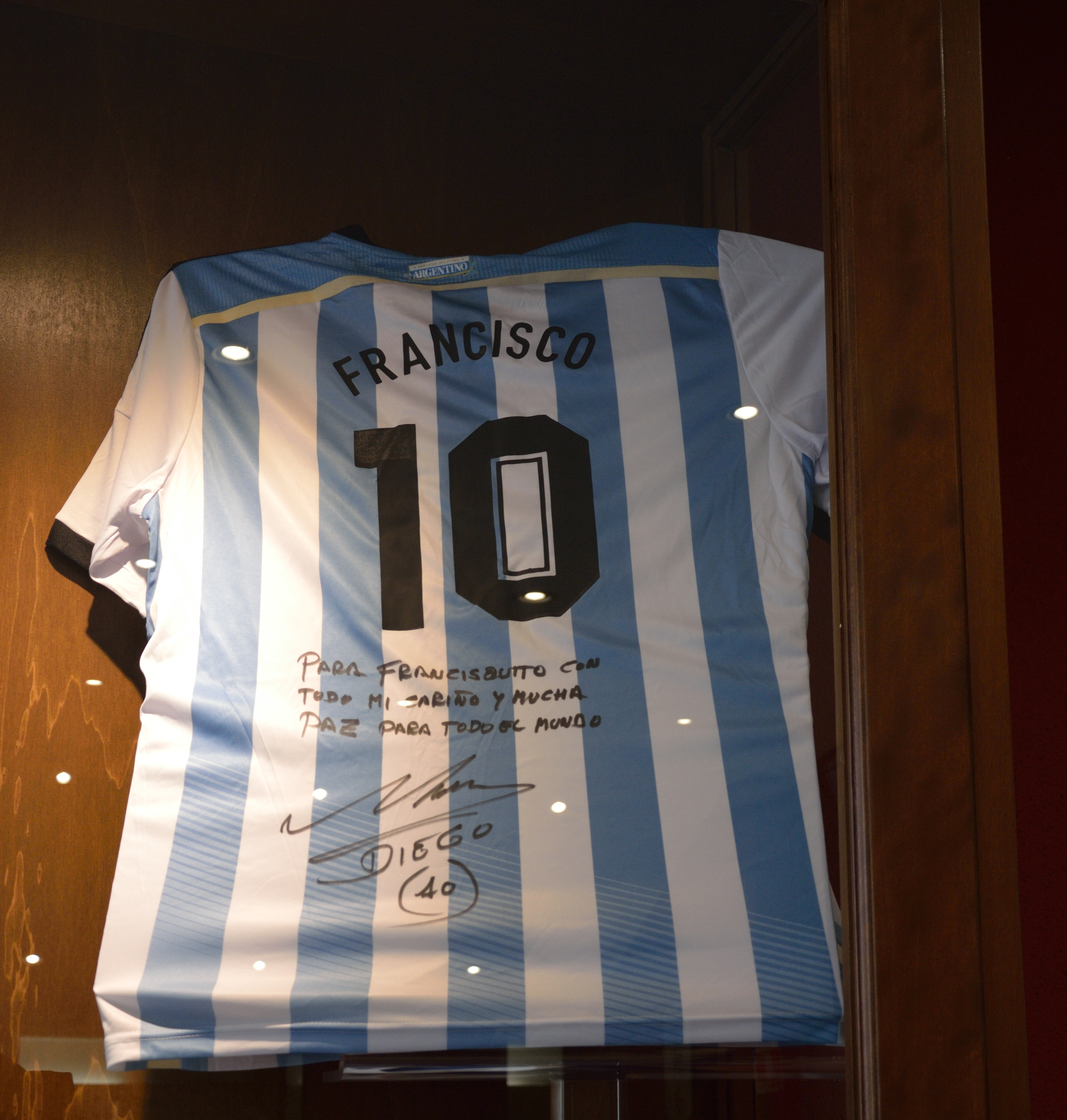
フランシスコに贈呈された、ディエゴ・マラドーナのサインいりの「サッカーアルゼンチン代表フランシスコ」のジャージ。

週末にはブエノスアイレス近郊の小さなアパートで過ごし、そのサッカー好きもよく知られている。幼少期の頃から、地元のサッカークラブ、CAサン・ロレンソ・デ・アルマグロのソシオに属している。ブエノスアイレス大司教だった時期に同クラブの施設付属礼拝堂でアンヘル・コレアら寄宿生に「堅信」を授けている。同クラブは胸に教皇のアイコン、背中のスポンサー表示欄に「FRANCISCO」と「天使の輪（同クラブの愛称は「聖人のクラブ）」の「教皇スポンサードのユニフォーム」を作った。これはキルチネル大統領が会見の際に、ベルゴリオへの「お土産」として持参したものである。アルゼンチン代表で、2012年のFIFAバロンドール賞を受賞したリオネル・メッシ（FCバルセロナ所属）は、「法王がアルゼンチン出身ということが、国民にとって誇りです。是非お会いしてみたい」とコメントし、ディエゴ・マラドーナも「『神の手』がアルゼンチン人の法王を運んできた」として、教皇選出を歓迎した。
前のベネディクト16世もFCバイエルン・ミュンヘンのサポーターであり、その前のヨハネ・パウロ2世はシャルケ04のサポーターであるなど歴代教皇がサッカーファンであることは珍しくないが、フランシスコがサッカー好きであることがセンセーショナルに報じられて以来、サン・ロレンソのほかスペインのラホイ首相がスペイン代表のサイン入りユニフォームを献上。2013年8月15日にローマでイタリア代表とアルゼンチン代表の親善試合がローマで行われることに先立ち、両代表は8月13日、バチカンで教皇に謁見し、サイン入りユニフォームと銀の花束とオリーブの鉢植えを献上した。フランシスコはイタリア代表、アルゼンチン代表の両選手団を前に「どちらを応援すればよいのか、難しいですね。でも親善試合ですからね。皆さんは良きにつけ悪しきにつけフィールドの内外でのことが真似されています。あなた方には社会的責任があります。言わせてくださいね。試合にさいして、皆さんはフィールドでは美と寛大さと友情を見出すでしょう。試合からそれらの一つでも失わったとしたら、その試合から強さは失われます」と、サッカー選手に、世間で注目されているゆえに、道徳的な模範の役割を果たすように求めた。またサッカーにまつわるカネと暴力の不祥事に言及し「それにはかかわらないように」と警告したほか、サッカーがビッグビジネスになったことやフーリガンのせいで家族連れがスタジアムから遠ざかっている現在の状況に憂慮の念を示し、両選手団にサッカー本来の素晴らしさを守るよう求めた。そして「私のために祈ってください。私も『神の定めたピッチ』で誠実にプレー出来る」と結んだ。謁見後の会見でリオネル・メッシは「教皇にお会いできたことは、大変光栄なことです。教皇がアルゼンチン人であるという事実は、ローマ教皇という存在に一層の偉大さや親しみを感じる」と発言した。
2014 FIFAワールドカップに先立ち、ブラジルのジウマ・ルセフ大統領がバチカンを訪問し、ペレのサイン入りユニフォームなどを贈呈すると「（アルゼンチン人の）私にブラジルの優勝を祈れということかな」と軽口をたたくとルセフ大統領は「いいえ、そうしていただければ大変うれしゅうございますが、すくなくとも教皇様には中立を維持してほしいと思います」と応じた。フランシスコは、2014 FIFAワールドカップ開幕にビデオレターを寄せて「ワールドカップが単にスポーツの祭典だけでなく団結の祭典になることが私の希望です。スポーツは、自己の鍛錬、フェアプレーの精神、他者への尊敬の重要性という三つの教えを学ぶ場であり、より平和で調和ある世界を建設する術を示してくれます。 … 勝利の秘訣はチームメイトと対戦相手への敬意にあります。自己とピッチにはありません。 … 勝利のために差別とエゴイズムと身勝手さを克服しなければなりません。 … 差別と不寛容に“ノー”と言いましょう。 … 最後に勝利者としてトロフィーを高く掲げることができるのはひとつのチームですが、スポーツが私たちに教えてくれる効用を学んだ人々はみな勝利者です」と語った。
アルゼンチン出身の女優ティタ・メレッロのファンで、彼女が出演するネオレアリズモの映画を好んで鑑賞する。アルゼンチンとウルグアイ でミロンガと呼ばれている伝統音楽の伴奏でタンゴを踊ることも趣味の一つであるという。

### チャリティ
2013年6月、ハーレーダビッドソン社が創業110周年を記念して、同社製のオートバイを所有している法王にダイナスーパーグライドを進呈。法王自身は乗ることなく、タンク部に自らのサインをしてからカトリック系慈善団体「カリタス・ローマ」に寄付。同団体より競売に掛けられ、21万ユーロ（約3000万円）、手数料を込めると24万1500ユーロ（約3300万円）で落札され、21世紀に製造されたオートバイとしては、最高額の取引事例となった。売上金は、同団体がイタリア・ローマのテルミニ駅に設けている無料の簡易宿泊所と炊き出し所の改修費用に当てられることになった。また、同じくハーレーダビッドソン社から進呈されたジャケットも売りに出され、手数料込みの5万7500ユーロ（約800万円）で落札された。
2017年11月にはイタリアの高級車メーカー、ランボルギーニ社から特別仕様のスポーツ車「ウラカン」を贈呈され、法王がウラカンの真っ白なボディにサイン。ローマ法王庁はサイン入りの同車をオークションに掛け、収益金を3つの慈善団体に寄付するとした。RMサザビーズがモナコで開催したオークションでは71万5000ユーロ（約9380万円）で落札されたとランボルギーニ社が発表。

## 受賞・栄典
- アメリカ合衆国：大統領自由勲章（2025年）[431]

## 著書

### 単行本
- Jorge Bergoglio (1982) (スペイン語). Meditaciones para religiosos. Buenos Aires: Diego de Torres. OCLC 644781822
- Jorge Bergoglio (1992) (スペイン語). Reflexiones en esperanza. Buenos Aires: Ediciones Universidad del Salvador. OCLC 36380521
- Jorge Bergoglio (2003) (スペイン語). Educar: exigencia y pasión: desafíos para educadores cristianos. Buenos Aires: Editorial Claretiana. ISBN 9789505124572
- Jorge Bergoglio (2003) (スペイン語). Ponerse la patria al hombro: memoria y camino de esperanza. Buenos Aires: Editorial Claretiana. ISBN 9789505125111
- Jorge Bergoglio (2005) (スペイン語). La nación por construir: utopía, pensamiento y compromiso: VIII Jornada de Pastoral Social. Buenos Aires: Editorial Claretiana. ISBN 9789505125463
- Jorge Bergoglio (2006) (スペイン語). Corrupción y pecado: algunas reflexiones en torno al tema de la corrupción. Buenos Aires: Editorial Claretiana. ISBN 9789505125722
- Jorge Bergoglio (2007) (スペイン語). El verdadero poder es el servicio. Buenos Aires: Editorial Claretiana. OCLC 688511686
- Jorge Bergoglio (2009) (スペイン語). Seminario: las deudas sociales de nuestro tiempo: la deuda social según la doctrina de la iglesia. Buenos Aires: EPOCA-USAL. ISBN 9788493741235
- Jorge Bergoglio; Abraham Skorka (2010) (スペイン語). Seminario Internacional: consenso para el desarrollo: reflexiones sobre solidaridad y desarrollo. Buenos Aires: EPOCA. ISBN 9789875073524
- Jorge Bergoglio; Abraham Skorka (2013-04-14) (英語). On Heaven and Earth: Pope Francis on Faith, Family, and the Church in the Twenty-First Century. Image. ISBN 9780770435066
- 教皇フランシスコ、ラビ・アブラハム・スコルカ 著、八重樫 克彦、八重樫 由貴子 訳『天と地の上で―教皇とラビの対話』ミルトス、2014年7月。ISBN 9784895861588。
- Jorge Bergoglio; Abraham Skorka (2010) (スペイン語). Sobre el cielo y la tierra. Argentina: Sudamericana. ISBN 9789500732932
- Jorge Bergoglio (2011) (スペイン語). Nosotros como ciudadanos, nosotros como pueblo: hacia un bicentenario en justicia y solidaridad. Buenos Aires: Editorial Claretiana. ISBN 9789505127443
- 教皇フランシスコ、ドミニック・ヴォルトン 著、戸口民也 訳『橋をつくるために 現代世界の諸問題をめぐる対話』新教出版社、2019年5月。ISBN 978-4-400-40747-8。
- 教皇フランシスコ 著、カトリック中央協議会事務局 訳『パンデミック後の選択』カトリック中央協議会、2020年7月。ISBN 978-4-87750-224-9。
- 教皇フランシスコ、マルコ・ポッツァ 著、阿部仲麻呂 訳『CREDO クレド わたしは信じます、わたしたちは信じます』ドン・ボスコ社、2022年1月。ISBN 978-4-88626-686-6。
- Pope Francis (2025-01-14) (英語). Hope:The Autobiography（英語版）. Diversified Publishing. ISBN 979-8217158744

### 論文・記事
- Cardinal Jorge Mario Bergoglio (2008年6月18日). “THE EUCHARIST, GIFT OF GOD FOR THE LIFE OF THE WORLD” (英語). 2025年4月26日閲覧。
- Cardinal Jorge Mario Bergoglio (2010年 - 2011年). “AICA Documentos” (スペイン語). 2025年4月26日閲覧。

### 大勅書
- 教皇フランシスコ 著、髙見三明 訳『希望は欺かない――二〇二五年の通常聖年公布の大勅書』カトリック中央協議会、2024年7月26日。ISBN 978-4-87750-253-9。(発表年月日：2024年5月9日)

### 回勅
- 教皇フランシスコ 著、カトリック中央協議会司教協議会秘書室研究企画 訳『回勅 信仰の光(LUMEN FIDEI（イタリア語版）)』カトリック中央協議会、2014年2月7日。ISBN 978-4877501792。(発表年月日：2013年6月29日)
- 教皇フランシスコ 著、瀬本正之、吉川まみ 訳『回勅 ラウダート・シ―ともに暮らす家を大切に(LAUDATO SI’（英語版）)』カトリック中央協議会、2016年8月10日。ISBN 978-4877501990。(発表年月日：2015年5月24日)
- 教皇フランシスコ 著、西村桃子 訳『回勅 兄弟の皆さん(FRATELLI TUTTI（英語版）)』カトリック中央協議会、2021年9月12日。ISBN 978-4877502317。(発表年月日：2020年10月4日)
- Pope Francis (2024-10-24) (スペイン語). Carta encíclica "Dilexit nos"（英語版）. Diversified Publishing. ISBN 978-8410630888

### 使徒的勧告
- 教皇フランシスコ 著、日本カトリック新福音化委員会 訳『使徒的勧告 福音の喜び(EVANGELII GAUDIUM（英語版）)』カトリック中央協議会、2014年6月20日。ISBN 9784877501846。(発表年月日：2013年11月24日)
- 教皇フランシスコ 著、吉池好高 訳『使徒的勧告 愛のよろこび(AMORIS LAETITIA（英語版）)』カトリック中央協議会、2017年8月30日。ISBN 978-4-87750-207-2。(発表年月日：2016年3月19日)
- 教皇フランシスコ 著、日本カトリック新福音化委員会 訳『使徒的勧告 喜びに喜べ――現代世界における聖性(GAUDETE ET EXSULTATE（英語版）)』カトリック中央協議会、2018年10月5日。ISBN 978-4-87750-213-3。(発表年月日：2018年3月19日)
- 教皇フランシスコ 著、カトリック中央協議会事務局 訳『使徒的勧告 キリストは生きている(CHRISTUS VIVIT（英語版）)』カトリック中央協議会、2019年9月2日。ISBN 978-4-87750-221-8。(発表年月日：2019年3月25日)
- 教皇フランシスコ 著、カトリック中央協議会事務局 訳『使徒的勧告 愛するアマゾン(QUERIDA AMAZONIA（英語版）)』カトリック中央協議会、2021年2月2日。ISBN 978-4-87750-228-7。(発表年月日：2020年2月2日)
- 教皇フランシスコ 著、瀬本正之 訳『使徒的勧告　ラウダーテ・デウム――気候危機について(LAUDATE DEUM（英語版）)』カトリック中央協議会、2023年12月12日。ISBN 978-4-87750-246-1。(発表年月日：2023年10月4日)
- 教皇フランシスコ 著、片山はるひ 訳『使徒的勧告　信頼の道――聖テレーズ生誕一五〇年を記念して(C'est la confiance（英語版）)』カトリック中央協議会、2024年3月10日。ISBN 978-4-87750-248-5。(発表年月日：2023年10月15日)

### 使徒的書簡
- 教皇フランシスコ『使徒的書簡 あわれみあるかたと、あわれな女(Misericordia et misera（イタリア語版）)』カトリック中央協議会、2017年2月3日。ISBN 978-4-87750-213-3。(発表年月日：2016年11月20日)
- 教皇フランシスコ『自発教令の形式による使徒的書簡 寛容な裁判官、主イエス――教会法典の婚姻無効訴訟の改正〔羅和対訳〕(MITIS IUDEX DOMINUS IESUS（ドイツ語版）)』カトリック中央協議会、2017年4月25日。ISBN 978-4-87750-204-1。(発表年月日：2015年8月15日)
- 教皇フランシスコ『使徒的書簡　父の心で――聖ヨセフを普遍教会の保護者とする宣言150周年を記念して(PATRIS CORDE)』カトリック中央協議会、2021年2月20日。ISBN 978-4-87750-229-4。(発表年月日：2020年12月8日)
- 教皇フランシスコ 著、宮内毅 訳『使徒的書簡　わたしはせつに願っていた(DESIDERIO DESIDERAVI)』カトリック中央協議会、2023年12月12日。ISBN 978-4-87750-247-8。(発表年月日：2022年6月29日)